# Victoria Woodhull
Pour les articles homonymes, voir Woodhull.
Victoria Claflin Woodhull, née le 23 septembre 1838 et morte le 10 juin 1927, est une voyante, financière, femme politique, féministe, directrice de publication américaine, première femme à se présenter à une élection présidentielle américaine, en 1872.
Inséparables, elle et sa sœur Tennessee Claflin sont les deux premières femmes agents de change sur la place de Wall Street à New York. Sa large audience médiatique en fait, durant la période dite du Gilded Age, une des leaders du mouvement pour le droit de vote des femmes aux États-Unis.
Après son mariage en 1883 avec le Britannique John Biddulph Martin (en), elle partage sa vie entre le Royaume-Uni et les États-Unis.

## Biographie

### Jeunesse et formation

#### Famille
Victoria Claflin est née le 23 septembre 1838, à Homer (en), dans l'Ohio, au sein d'une famille dysfonctionnelle,,.
Elle est la septième des dix enfants de Ruben Buckman Claflin, dit Buck, et de Roxanna Hummel. La fratrie est composée de deux garçons et huit filles. Victoria et sa sœur Tennessee, de sept ans sa cadette, restent très proches pendant une grande partie de leur vie. Son prénom de Victoria lui est attribué en hommage à la reine Victoria,,,,,.
Son père, Buck Claflin, descend d'un soldat écossais, Robert Mackclothlan, qui a migré à Wenham dans l'actuel État du Massachusetts autour de l'année 1661. Son père Robert Claflin épouse Anna Underwood, en 1796 ; ils donnent naissance à des jumeaux, Samuel Carrington Claflin et Ruben Buckman Claflin. Samuel Carrington Claflin devient un pionnier et un fermier réputé de Troy (Pennsylvanie), en revanche Ruben Buckman Claflin déteste cette vie. Dans un premier temps, il travaille dans un magasin puis il se tourne vers l’exploitation forestière, où il travaille comme radelier pour apporter les troncs d'arbres aux scieries. Régulièrement, il s'attarde dans les tavernes des communes le long de la Susquehanna Valley (en), il est réputé pour son alcoolisme, ses escroqueries diverses, mais aussi comme joueur de cartes, trafiquant de chevaux ou de vente de potions. C'est dans son trafic de maquignon qu'il fait la connaissance de John Snyder, le fils du troisième gouverneur de la Pennsylvanie Simon Snyder (en). John Snyder lui donne la gérance de son moulin à papier, de sa scierie et de ses terres, biens qu'il achète plus tard après la crise de 1837 pour la somme de 4 000 $. Buck Claflin fait la connaissance de Roxanna Hummel dans une taverne, le Rising Sun. Ils se marient en 1825,,,.
Sa mère, Roxanna Hummel, dite « Roxie » ou « Annie », est née en 1804. C'est une servante, au tempérament vif, voire coléreux, excentrique. Elle est la petite-fille de John Jacob Hummel, qui est arrivé au comté de Berks de la Pennsylvanie en 1743, et la fille de John Hummel, qui, avec son épouse Margaret Moyer Hummel, part s'installer dans la Susquehanna Valley en 1793 et y ouvre une taverne. Bercée par des mythes et légendes germaniques, elle devient encline à l'interprétation des rêves et à la voyance, et elle prétend qu'il lui arrive, lors de visions, de prédire l'avenir,,,,. Chaque soir, Roxanna Hummel, parcourt la ville en accusant des habitants de leurs péchés réels ou supposés. Elle est atteinte de folie mystique, lors de crises paroxystiques, elle sort dans la rue en suppliant Dieu d'accorder son pardon au monde pour ses péchés. Elle se qualifie de « Mère sainte ».

#### Éducation entre mysticisme et maltraitance
Roxanna Hummel est une ardente fidèle des sectes évangélistes, aussi amène-t-elle ses enfants à des camps meeting pour écouter divers prédicateurs. Parmi ceux-ci figure le pasteur presbytérien Lyman Beecher aux sermons enflammés. Durant ces assemblées, Roxanna Hummel se met avec d'autres à entrer dans des transes et à vocaliser en glossolalie alors quelle est analphabète,. Elle inculque à ses enfants la loyauté, la fidélité envers la famille, principe qui fait que Victoria devenue adulte pourvoira toujours aux besoins des membres de sa famille. Victoria Claflin et sa sœur cadette grandissent dans une atmosphère imprégnée par des prédicateurs dont le leitmotiv est « Pécheurs repentez-vous ! Sans le repentir, vous connaîtrez les flammes de l'enfer ! ».
Régulièrement, Ruben Buckman Claflin, escroc et joueur professionnel, frappe jusqu'au sang ses filles Victoria et Tennessee lors de crises de rage dues à son alcoolisme,,.

#### Signes annonciateurs de la voyance
Âgée de trois ans, Victoria Claflin connaît sa première vision, à la suite de la mort de sa nourrice ; cette dernière lui apparaît pour l'emmener auprès de sainte Catherine.
En 1845, Victoria Claflin, âgée de sept ans, s'impose auprès de ses camarades en proclamant des sermons sur un escarpement qu'elle nomme « le mont des Oliviers ». Quand ses camarades se fatiguent de ses exhortations au repentir, à la crainte de l'Enfer et du Diable, elle raconte des histoires peuplées d'Indiens sanguinaires massacrant et scalpant des familles de pionniers.
Durant les jeux avec ses camarades, Victoria Claflin déclare qu'elle voit le Diable et qu'elle parle aux esprits de ses sœurs mortes dans leur petite enfance et que les esprits lui promettent un avenir hors du commun. Elle se rapproche de sa sœur Tennessee Claffin, qui comme elle, est « douée » de voyance,.
À dix ans, Victoria Claflin entre en transe au chevet d'un jeune garçon à l'agonie, elle touche de ses mains l'enfant, qui guérit. Cette guérison lui donne une aura particulière dans le village, et régulièrement elle est consultée pour ses dons de voyance et ses oracles.

#### Scolarité
En 1846, Victoria Claflin commence sa scolarité à huit ans auprès de l'école gérée par l'église méthodiste de Homer. Ses enseignants remarquent sa vive intelligence ainsi que sa mémoire eidétique. Malgré cela, elle quitte l'école au bout de trois ans, tandis que, grâce à la « Akron Law » de 1848 qui réforme le système scolaire de l'Ohio, ses sœurs cadettes, Tennessee et Utica, pourront suivre une scolarité normale. Roxanna Hummel, pour compenser la scolarité erratique de sa fille Victoria, la persuade que son intelligence est un don d'esprits célestes afin de la préparer à un « destin exceptionnel »,,.

#### Escroquerie paternelle
En 1849, après la victoire américaine de la guerre américano-mexicaine, le Mexique cède aux États-Unis la Californie et le Nouveau-Mexique, une des conséquences est une ruée vers l'or en Californie. En 1853, Buck Claflin veut se joindre aux prospecteurs, mais n'ayant pas d'argent, il conçoit une escroquerie : il prend une assurance incendie pour son moulin à papier qui prend feu. La population de Homer suspecte Buck Claflin, connu pour son alcoolisme et son indigence financière, d'avoir mis volontairement le feu à son moulin pour toucher l'indemnité de son assurance et solder son hypothèque. Buck Clafin se victimise auprès de ses enfants, notamment Victoria et Tennessee, il leur fait croire que le sort s'acharne sur la famille Claflin et qu'elle n'a pas sa place en ce monde. Victoria et Tennessee développent un sentiment de revanche : récupérer la fortune perdue de leur famille,,.

#### Débuts des activités paranormales et mariage précoce
janvier 1853, Buck Claflin emmène son fils Hebern et ses filles, dont Victoria et Tennessee, à Mount Gilead, lieu de passage de l'Ohio. Tennessee pratique la voyance et Victoria le spiritisme, par le biais des « tables tournantes ». Buck Claflin se présente comme un médecin, le « Dr. Reuben Buckman Claflin », manager de ses deux filles Amazing Child Clairvoyants (« Enfants aux dons extraordinaires de voyance ») et vend une panacée, le « Magnetic Life Elixir », au prix de 2 $ le flacon. Il vante la beauté de sa fille Tennessee, qu'elle doit au « Magnetic Life Elixir »,.

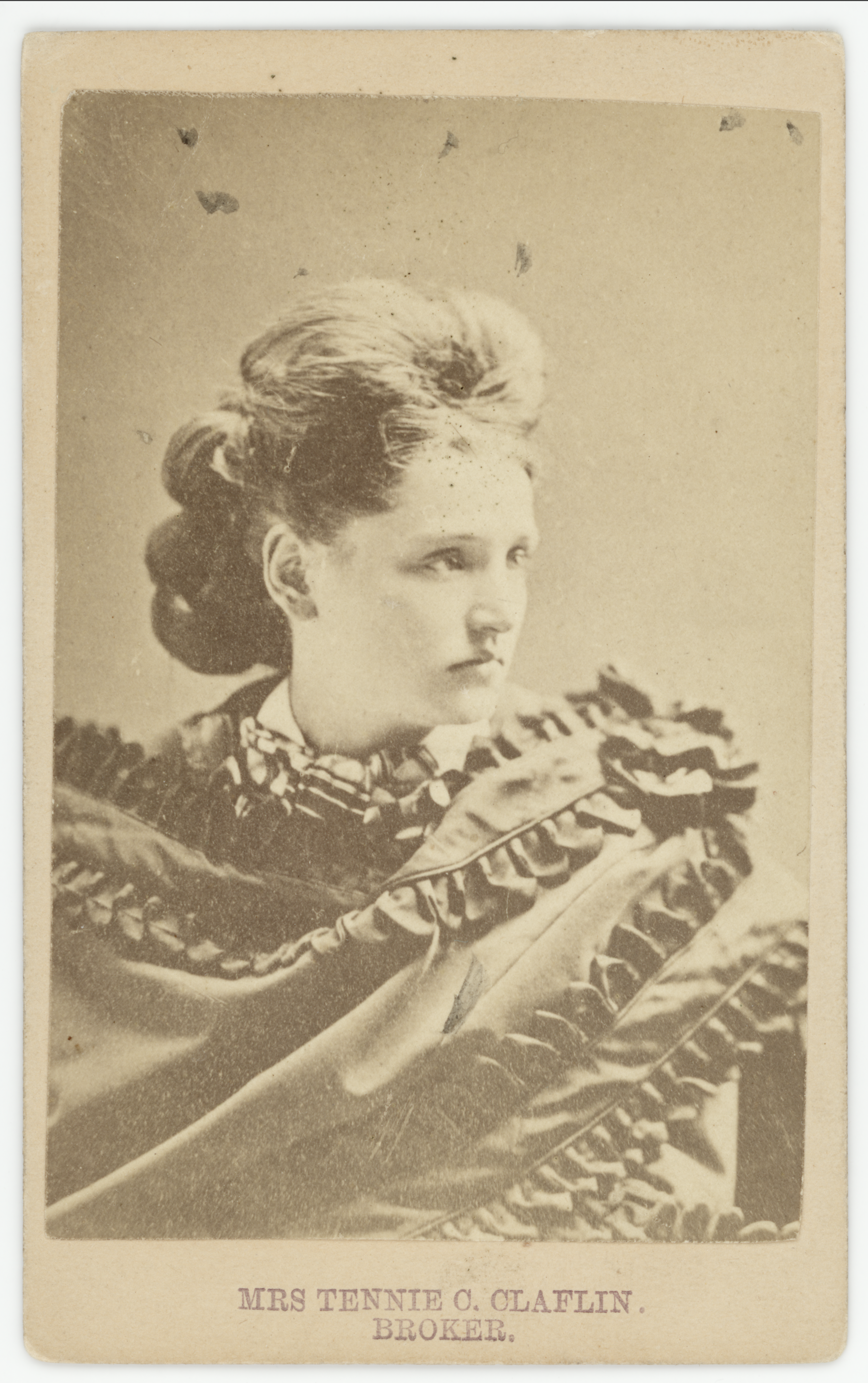
Portrait photographique de Tennessee Celeste Claflin.

Parmi leurs clients réguliers figure un pharmacien, Enos Mills, qui revend le « Magnetic Life Elixir » dans son officine. Ce dernier devient un familier de la famille Claflin et tombe amoureux de Margaret Claflin, âgée de 17 ans, et la demande en mariage ; lors de la cérémonie, parmi les invités il y a Canning Woodhull, un médecin de 28 ans originaire de Rochester dans l'État de New York qui, fasciné par la beauté de Victoria Claflin, âgée de 15 ans, lui fait la cour et la demande en mariage ; la cérémonie est célébrée le 23 novembre 1853 par un pasteur presbytérien à Cleveland dans la plus stricte intimité. Pour Victoria Claflin, devenue Victoria Woodhull, c'est un moyen d'échapper à la vie erratique de sa famille,,,,,.
Elle se rend vite compte qu'elle a quitté une vie compliquée pour une vie encore plus compliquée. Le couple s'installe à Rochester. Le docteur Canning Woodhull n'est pas le « prince charmant » attendu, c'est un coureur de jupons, un habitué des bordels et un alcoolique invétéré. D'après Tennessee Claflin, la prise de conscience de la personnalité de son mari a fait mûrir sa sœur de dix ans. C'est dans des conditions sordides que le 31 décembre 1854, que Victoria donne naissance à un premier enfant, Byron, en hommage au poète Lord Byron. Pendant l'accouchement, Canning Woodhull se pavane dans les tavernes alentour, où il boit à un point qu'il entre dans un état d'ivrognerie avancé. Victoria Woodhull se rend compte que Byron est atteint de retard mental, probablement dû, d'après elle, à l'alcoolisme de son père,,,.
Désireuse de vouloir changer son mari, elle lui propose de commencer une nouvelle vie en partant pour San Francisco, à l'époque une ville de pionniers en pleine ruée vers l'or. En vain, Canning Woodhull sombre dans son addiction à un point qu'il devient incapable d'assurer les revenus de la famille. C'est bientôt son épouse qui doit y pourvoir. Elle travaille comme vendeuse de cigares dans un saloon sur la place Portsmouth Square,,,.

#### Débuts de comédienne
À San Francisco, Victoria Woodhull fait la connaissance de la comédienne Anna Cogswell ; cette dernière, persuadée de son potentiel, lui donne un coup de pouce pour ses débuts sur la scène. Victoria joue notamment une adaptation théâtrale du roman Les Frères corses d'Alexandre Dumas, où elle touche un cachet de 52 $ par semaine,,.

#### Reprise des activités paranormales
Sous l’impulsion des Sœurs Fox, originaires de Rochester dans l'État de New York, une vague de spiritualisme s'étend aux États-Unis dans les années 1850. On ne sait si Victoria Woodhull a rencontré les Sœurs Fox, mais il est sûr qu'elle avait entendu parler d'elles,. L'exercice de la voyance et autres activités paranormales sont des moyens, pour les femmes de cette époque, de sortir de la sphère domestique,,.
En 1857, Victoria Woodhull décide de rejoindre sa jeune sœur Tennessee, à la suite d'une vision où elle aurait entendu celle-ci lui demander de rentrer : « Victoria vient me rejoindre ! ». Elle la rejoint alors à Columbus, en Ohio ; elle découvre que sa sœur continue de travailler pour leur père Buck Claflin en vendant le « Magnetic Life Elixir » dans les villes du Midwest. Pour une consultation d'un montant de 1 $, Tennessie prédit l'avenir de ses clients. Cette activité de voyante lui permet de gagner entre 50 $ et 100 $ par jour. Somme qui fait vivre sa famille qui exploite ses talents de médium. La famille déménage à plusieurs reprises, à la suite de divers scandales liés à des escroqueries. Il est clair que Tennie est en danger tant qu'elle est sous la coupe de ses parents,.
Victoria Woodhull quitte l'Ohio pour s'installer dans l'Indiana, où elle exerce la profession de spirite et de guérisseuse magnétique, très vite elle gagne autant d'argent qu'à San Francisco,.

#### Naissance d'un second enfant et divorce
Alors que se prépare la guerre de Sécession, naît le 23 avril 1861 à New York le second enfant de Victoria et de Canning Woodhull, leur fille Zula Maude Woodhull. À l'annonce de l’événement, Canning Woodhull quitte son épouse, la laissant dans un état de détresse, ce sont les voisins qui viennent la secourir. Cet événement lui fait envisager le divorce, procédure de divorce peu évidente pour une femme en ces temps, mais en faisant jouer l'alcoolisme chronique de son époux elle obtient le divorce en 1865 à Chicago,,,,,.

#### Secondes noces

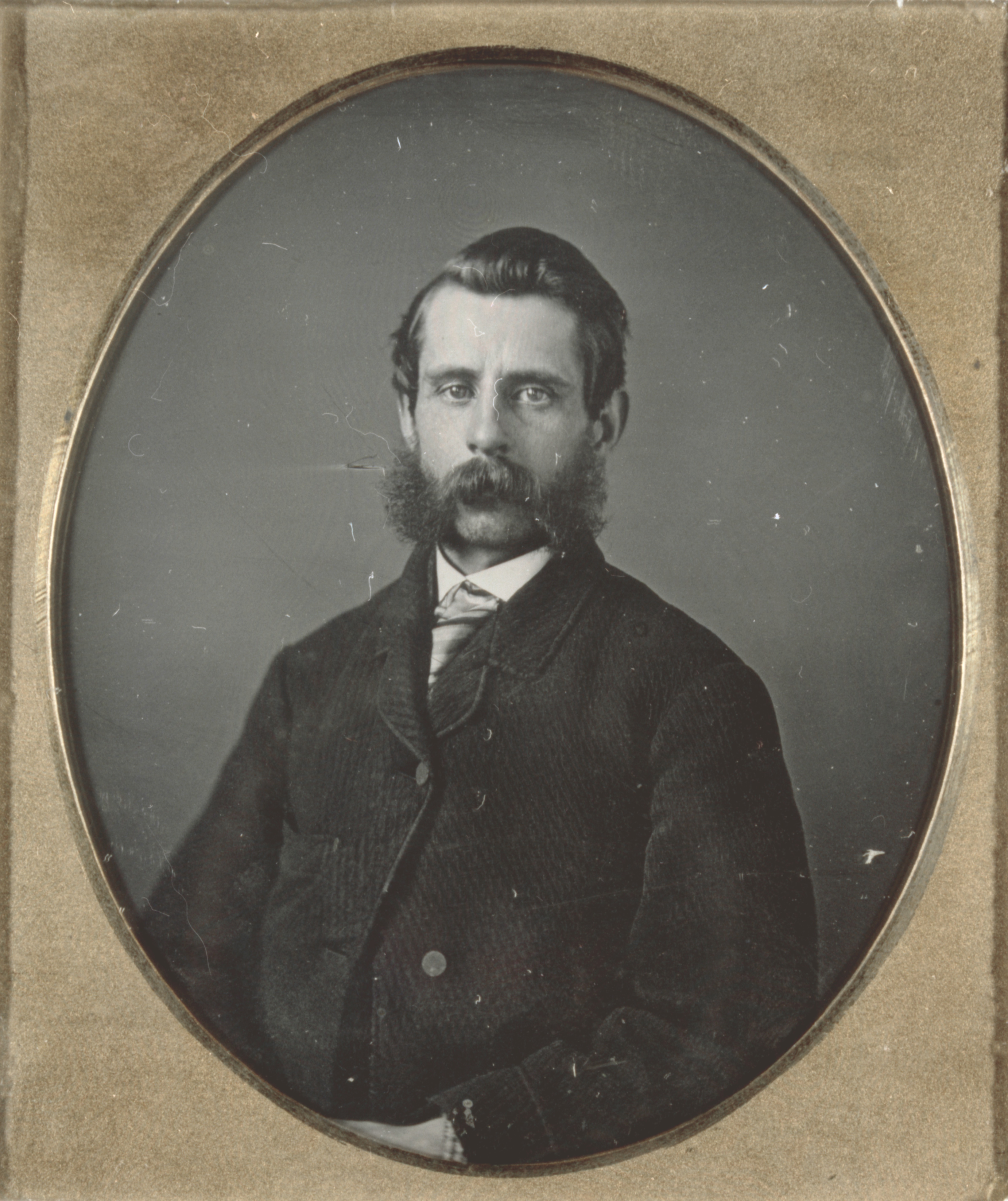
Portrait photographique du colonel James Blood.

En 1864, Victoria Woodhul et sa sœur Tennessee partent pour Cincinnati. Elles y rejoignent leur sœur Utica Claflin Brookeret font la connaissance de Jesse Root Grant (en), le père d'Ulysses S. Grant, ce dernier trouve auprès des trois sœurs une présence féminine qui le change de son épouse recluse. Pour elles, il compose des poèmes et une ode,.
En avril 1864, alors que Victoria Woodhull est à Saint Louis, elle reçoit la visite de James Blood (en), un colonel de l'Union Army et héros nordiste de la guerre de Sécession qui la consulte en tant que « médecin spirite ». James Blood a participé à la création de la société spiritualiste de Saint Louis, et en est devenu le président,,.
Victoria Woodhull et James Blood partent vivre ensemble à Dayton, ville connue pour sa tolérance. James Blood prend contact avec Thomas E. Thomas, un pasteur presbytérien pour qu'il puisse célébrer leur mariage. La cérémonie a lieu le 12 juillet 1866 au Phillips House Hotel de Dayton. Une fois marié, le couple part pour Pittsburgh dans l'État de Pennsylvanie. Entre-temps, à la suite de diverses escroqueries, les autorités médicales proscrivent la pratique du spiritisme en tant que soin, et plusieurs États ont pris des mesures pour interdire les activités de medium et les tribunaux de ces États condamnent les contrevenants à des amendes. Ces nouvelles dispositions judiciaires amènent Victoria Woodhull à revoir comment utiliser ses compétences.

### Carrière

#### De la voyance aux activités de courtage en bourse

##### Cornelius Vanderbilt et Tennessee Claflin

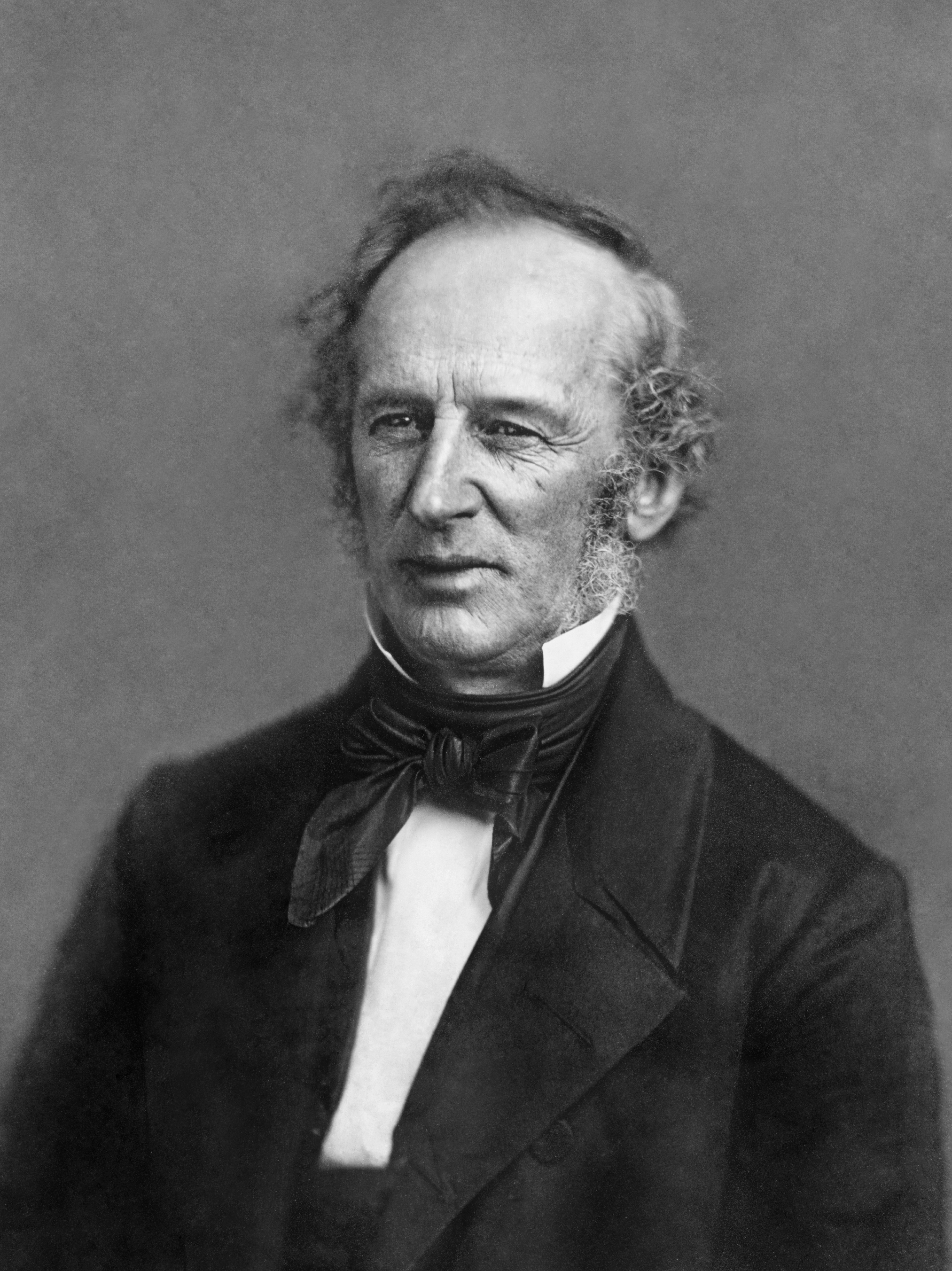
Portrait par daguerréotype de Cornelius Vanderbilt.

Durant le printemps 1868, Victoria Woodhull, son époux James Blood et sa soeur Tennessee partent pour la ville de New York afin d'y rencontrer le magnat du chemin de fer Cornelius Vanderbilt, dit le « Commodore », alors âgé de 74 ans. Ce dernier est réputé comme étant l'homme le plus riche de son époque, mais aussi connu pour son caractère tyrannique et colérique. Il a deux points faibles, son intérêt envers la voyance ou le spiritisme et la compagnie des belles femmes. Averties, les deux sœurs louent un appartement sur la Great Jones Street, à proximité de la résidence du Commodore et usent de leurs charmes pour devenir les médiums personnels de Cornelius Vanderbilt, qui voit en elles des « Ladies pleines de ressources »,,,.
Cornelius Vanderbilt, coureur de jupons, devient l'amant de Tennessee Claflin et est prêt à tout pour bénéficier des faveurs de sa jeune maîtresse. Celle-ci, désormais experte dans la manipulation des personnes, profite de la dyslexie du Commodore pour devenir sa lectrice personnelle et la seule femme en qui il a confiance outre sa mère Phebe Hand. Victoria Woodhull et Tennessee Claflin, qui savent comment l'amadouer et obtenir de lui ce qu'elles veulent, se comportent en « ladies » aux bonnes manières dans le salon du Commodore et en femmes sexuellement attirantes dans sa chambre à coucher.
Cornelius Vanderbilt est si fasciné par Tennessee Claflin qu'il lui propose de l'épouser, « qu'il en fera une reine ». Mais Tennessee Claflin est déjà mariée à un certain John Bortel et ne peut donner suite à sa proposition avant d'obtenir le divorce.

##### La rupture

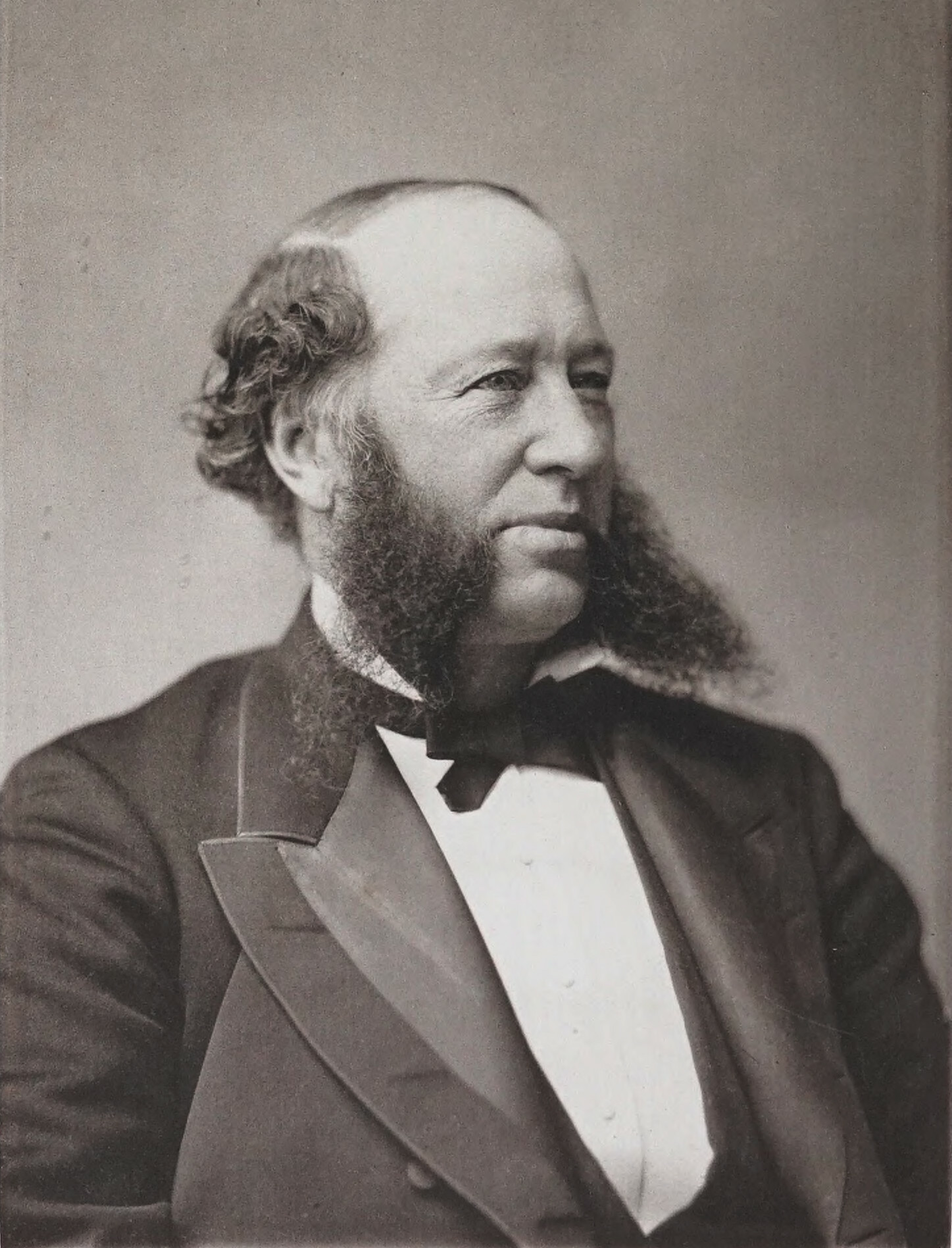
Portrait photographique de William Henry Vanderbilt.

Le 27 mai 1869, Victoria Woodhull et Tennessee Claflin célèbrent le 75e anniversaire de Cornelius Vanderbilt, Tennie lui offre un tableau, Aurora, qui représente Vénus jouant avec Cupidon, qu'elle a acheté 2 000 $. Cette même année, au mois de juillet, William Henry Vanderbilt, dit « Billy », l'un des fils de Cornelius Vanderbilt, lui rend visite en présence de Victoria Woodhull et Tennessee Claflin, où elle apprennent que leur mentor est déjà en passe de se marier à la fille de Frank Crawford Armstrong, une jeune femme à peine plus âgée que Tennie ; leur mariage est célébré au Canada le 21 août 1869. Dès l'annonce de ce mariage, Victoria Woodhull et Tennessee Claflin prennent leurs distances.

##### Le scandale Fisk-Gould

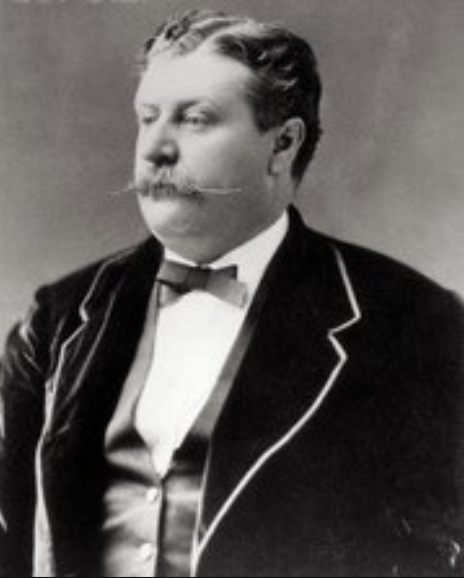
Portrait photographique de James Fisk.

Entre-temps, Cornelius Vanderbilt les a initiées aux arcanes de la finance. Victoria Woodhull fait la connaissance de Josie Mansfield (en), qui a pour amant James Fisk, qui lui confie ses astuces de spéculateur sur le marché de l'or. Informée de cela, Victoria Woodhull sait quand il faut vendre ou acheter. Le 24 septembre 1869 éclate la crise du « Black Friday », ou scandale Fisk-Gould, qui crée la panique sur le marché de l'or : de nombreux agents de change sont ruinés ainsi que leurs clients. En revanche, Victoria Woodhull étant au courant des manœuvres spécule sur le marché de l'or en investissant 100 000 $, qui lui rapportent la somme de 500 000 $,,,.

##### La création de la Woodhull, Claffin and Co

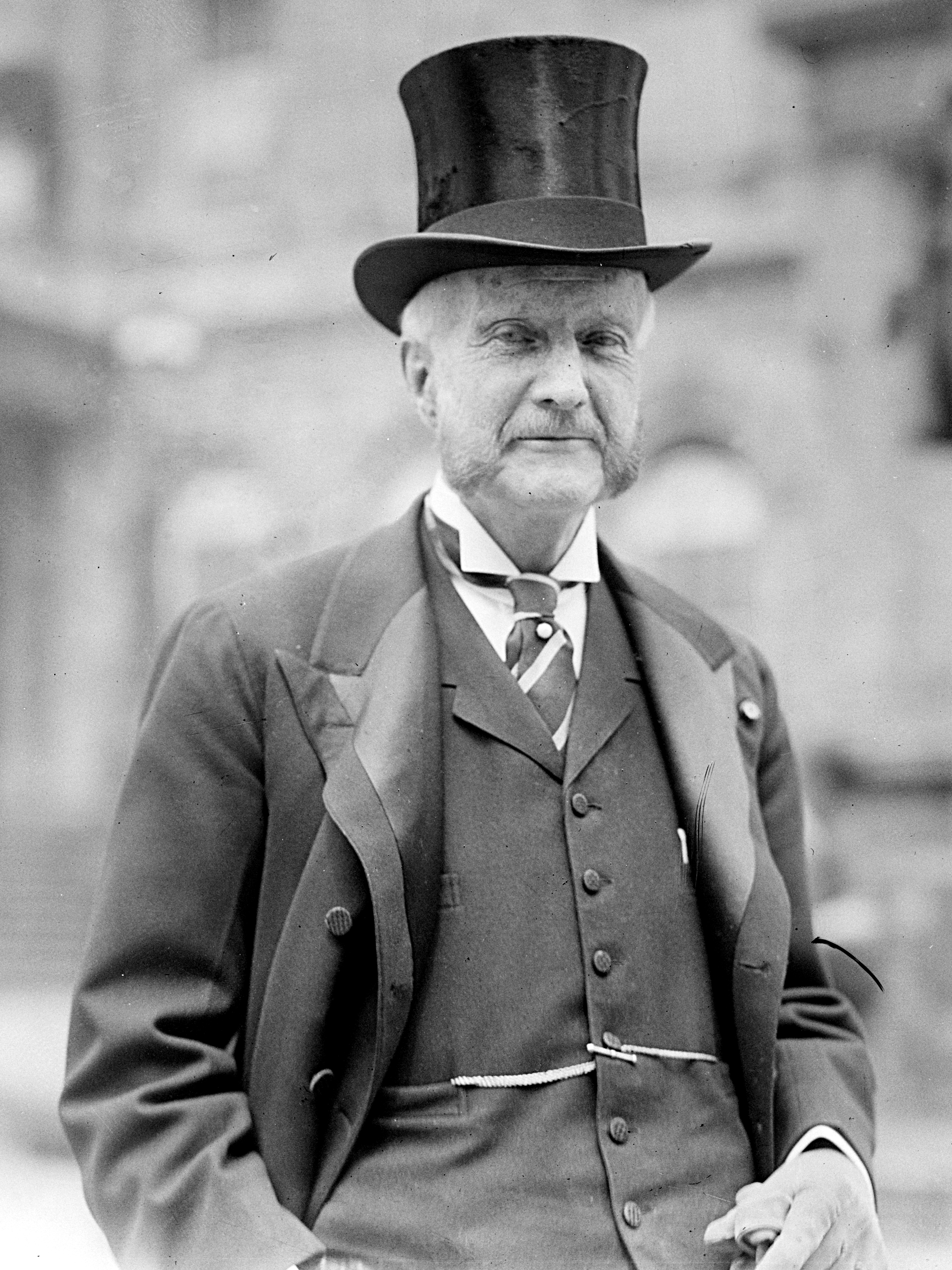
Portrait photographique du banquier Henry Clews.

Cette fortune permet à la fin de l'année 1869 que Victoria Woodhull et sa sœur soient en mesure de créer leur propre maison de courtage en bourse, la « Woodhull, Claffin and Co. ». L'ouverture de leur entreprise en janvier 1870 fait l'objet de divers articles dans les colonnes du New York Times et du New York Evening Express (en). Le New York Herald dépêche un de ses journalistes à la Hoffmann House, où Victoria Woodhull et sa sœur louent deux pièces pour leur entreprise débutante. Il rédige un article titré « The Queens of Finance », au ton autant moqueur qu'ironique. Dès que Victoria Woodhull et sa sœur Tennessee lisent l'article, elles le rappellent pour qu'il revienne. Quand ce dernier se rend à la « Woodhull, Claffin and Co. », il découvre avec stupeur que la salle d'attente est pleine ; impressionné, il écrit un autre article au titre plus respectueux de The Queens of Finance : A New Phase of the Woman's Rights Question (« Les reines de la finance : une nouvelle phase de la question des droits des femmes ») ; cet article fait venir des journalistes d'horizons divers pour en savoir plus que ces femmes,, ,,.
Victoria Woodhull et sa sœur Tennie ont en plus du soutien du « Commodore » Cornelius Vanderbilt celui du banquier Henry Clews. Tennessee Celeste Claflin se rend à la banque de Henry Clews pour acheter 1 000 actions de la New York Central Railroad. Le New York Herald envoie un autre de ses journalistes, Thomas A. Masterson, qui obtient la tenue d'une interview de Victoria Woodhull et de sa sœur Tennie. Ces dernières, parmi les multiples questions qui leur sont posées, répondent « Les femmes sont aussi aptes que les hommes à diriger leur vie ! » et qu'elle n'ont cure de ce qu'en pensent les autres, elles ont une affaire à faire tourner. Quand Thomas A. Masterson leur pose des questions quant à leur clairvoyance lors du scandale Fisk-Gould, Tennie lui répond qu'elles ont su apprendre de l'expérience de gens plus âgés et plus avisés comme Cornelius Vanderbil et Henry Clews,.

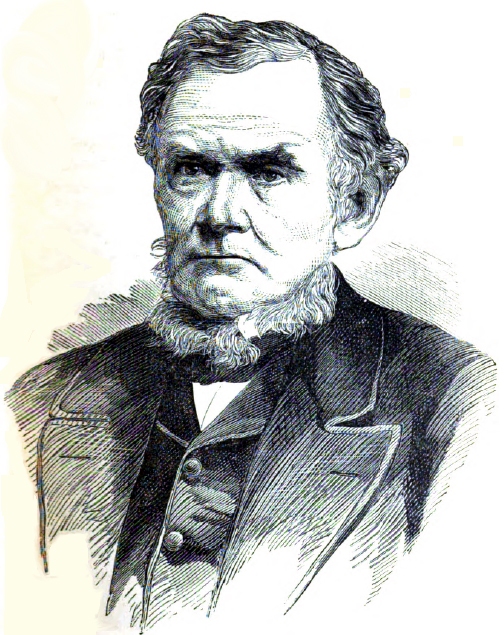
Portrait du financier Daniel Drew.

En 1870, grâce à leurs placements, Victoria Woodhull et sa sœur Tennie ont une fortune personnelle estimée à un montant de 700 000 $. Le 22 janvier 1870, soit au lendemain de l'interview de Thomas A. Masterson, il est clair que Victoria Woodhull et sa sœur Tennie bénéficient du soutien d'un nouveau sponsor, le New York Herald, qui fait connaitre la « Woodhull, Claffin and Co. » dans le monde de la finance et du grand public, journal qui qualifie Victoria Woodhull et sa sœur Tennie de « Reines de la finance, magiciennes des agents de change, souveraines de Wall Street ». Elles sont hissées au niveau des plus grands spéculateurs, comme Daniel Drew (en) ou Jay Cooke.

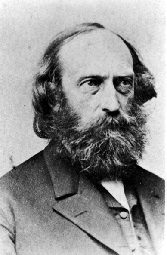
Portrait photographique de Stephen Pearl Andrews.

#### De Wall Street à l'anarchisme individualiste

##### L'entrée dans les salons de la haute société de New York
Victoria Woodhull et sa sœur Tennie sont invitées dans les salons de diverses personnalités en vue telles que William Orton, président de la Western Union, William S. Hillyer (en), conseiller du président Ulysses S. Grant, le fouriériste Albert Brisbane, le révérend Octavius Frothingham (en), le vice-président de l'Union Pacific Railroad, Thomas Clark Durant, Jesse Wheelock, vice-président de la bourse des valeurs de Wall Street, et Josiah Warren, le fondateur de l'anarchisme individualiste aux États-Unis,.

##### Correspondance avec Whitelaw Reid
Dès que Whitelaw Reid succède à Horace Greeley comme directeur de la publication du New York Herald, Victoria Woodhull lui écrit pour l'inviter dans ses locaux. Whitelaw Reid l’intéresse à double titre, celui de son poste au New York Herald et de sa proximité auprès de l'abolitionniste et féministe Anna Elizabeth Dickinson, qu'il a interviewée plusieurs fois depuis 1863. Whitelaw Reid accepte l'invitation et quand il se rend dans les appartements de Victoria Woodhull et sa sœur Tennie, cette dernière flirte avec lui, renforçant ainsi les liens avec le New York Herald.

##### Anna Elizabeth Dickinson et Stephen Pearl Andrews

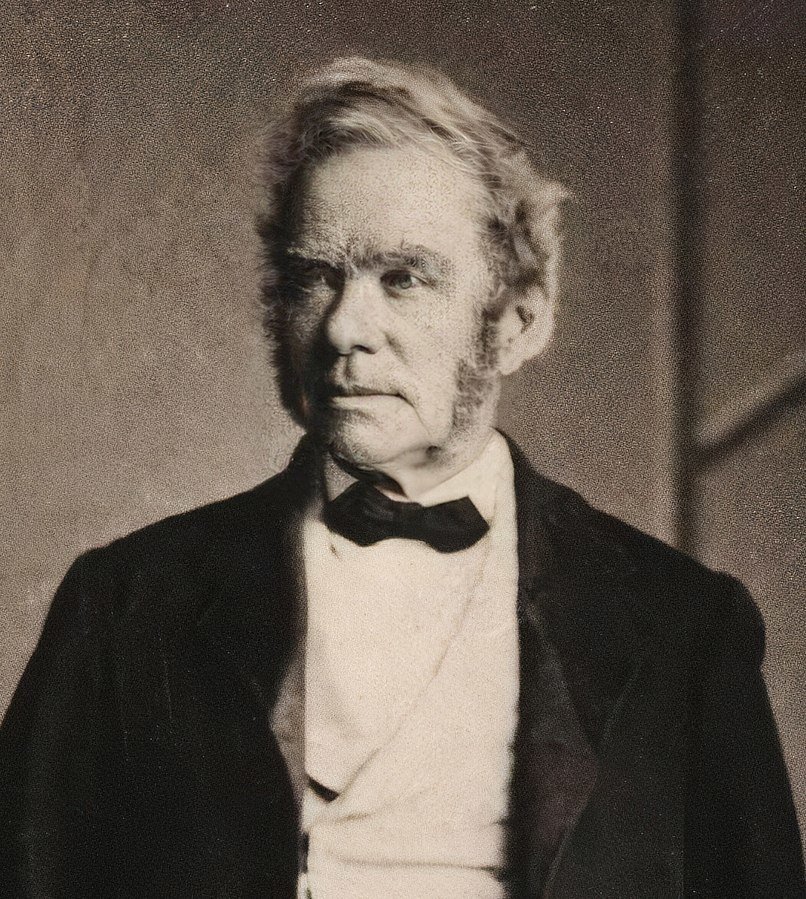
Portrait photographique de Josiah Warren.

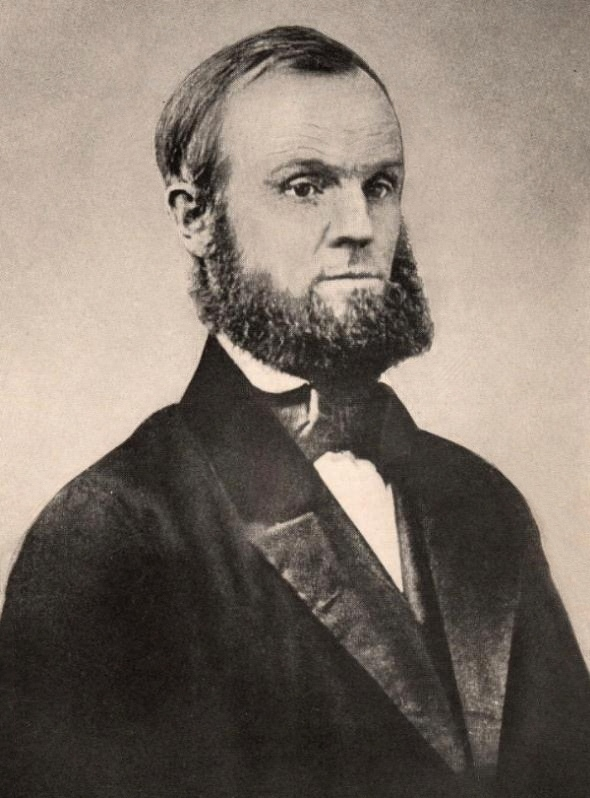
Portrait photographique de John Humphrey Noyes.

Victoria Woodhull s'intéresse donc à Whitelaw Reid pour les nombreuses interviews qu'il a faites d'Anna Elizabeth Dickinson, dont les discours abolitionnistes qu'elle a tenus en 1863 l'ont impressionnée. Début d'une conscience politique de Victoria Woodhull, où elle adhère à une démocratie mêlée de féminisme, de capitalisme, d'anarchisme et de réformes sociales.
Parmi les tenants de cette idéologie mêlant féminisme, capitalisme, anarchisme et réformes sociales figure Stephen Pearl Andrews, connu notamment pour son livre The Science of Society, publié en 1852, premier livre anarchiste publié aux États-Unis,.
Stephen Pearl Andrews devient un habitué des soirées organisées Victoria Woodhull et sa sœur Tennie. Lors de leurs rencontres, Stephen Pearl Andrews fait découvrir à Victoria Woodhull différents penseurs comme Herbert Spencer, Charles Fourier, Mikhaïl Bakounine, Pierre-Joseph Proudhon, Saint Simon, Auguste Comte et surtout Josiah Warren, promoteur de la souveraineté individualiste et du commerce équitable, ainsi que John Humphrey Noyes, qui prêche l'amour libre. Grâce à Stephen Pearl Andrews, Victoria Woodhull acquiert une confiance en elle-même, confiance qu'elle n'avait pas du fait de son faible niveau scolaire et donc culturel.

##### L'anarchiste individualiste
La position financière de Victoria Woodhull et sa réputation auprès du New York Stock Exchange de Wall Street lui permettent de se lancer dans la politique ; ainsi en 1870, elle publie un article au sein du New York Herald, où elle expose des prises de position inspirées de Stephen Pearl Andrews, un réformateur radical. Très rapidement, elle épouse les idées de Stephen Pearl Andrews, prônant l'instauration d'une société gérée selon les principes de l'anarchisme individualiste, société dans laquelle les biens matériels et l'éducation des enfants sont pris en charge par l'État, et où les adultes sont libres de vivre et d'aimer comme bon leur semble,.

#### L'éditrice et la directrice de publication

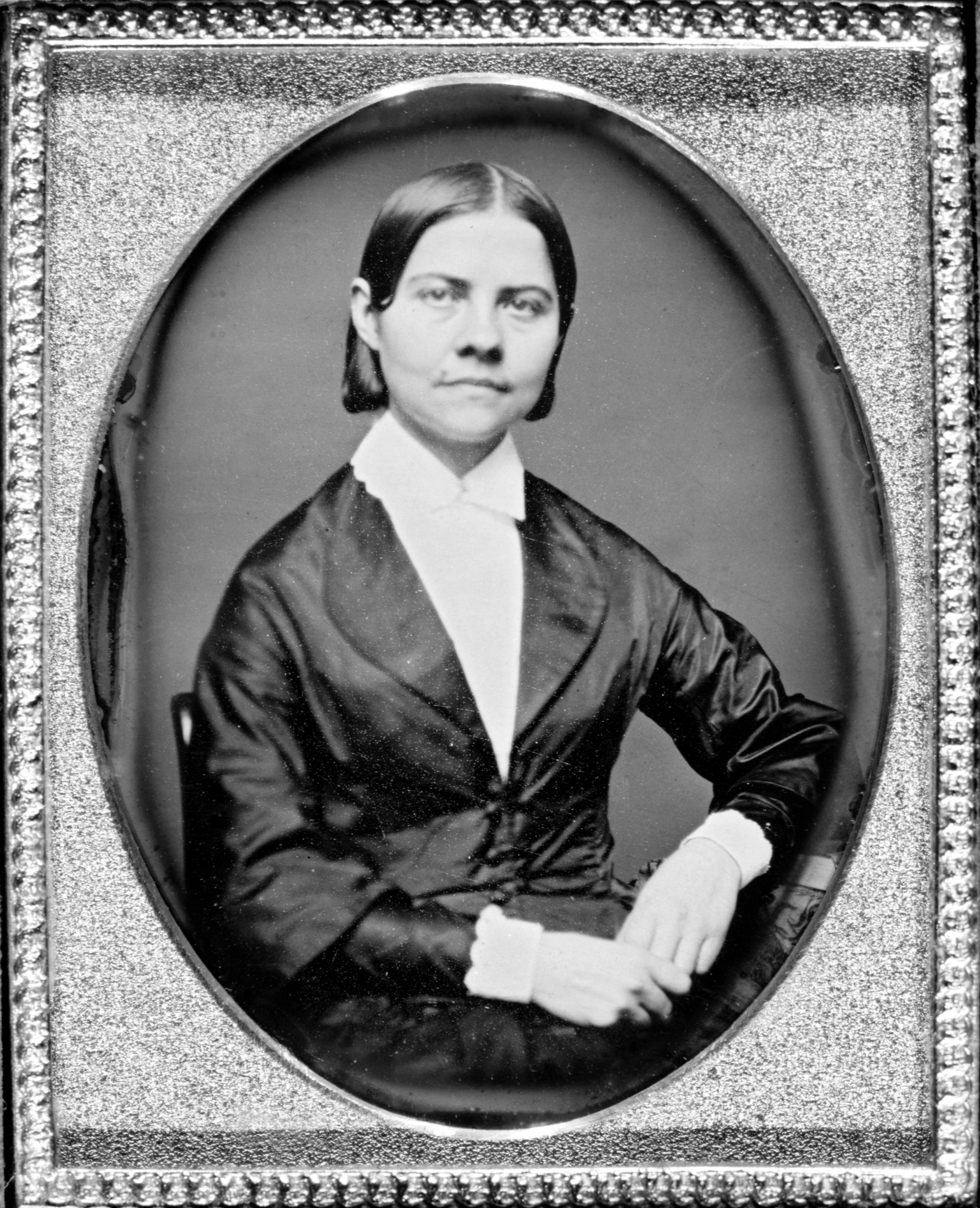
Portrait photographique de Lucy Stone.

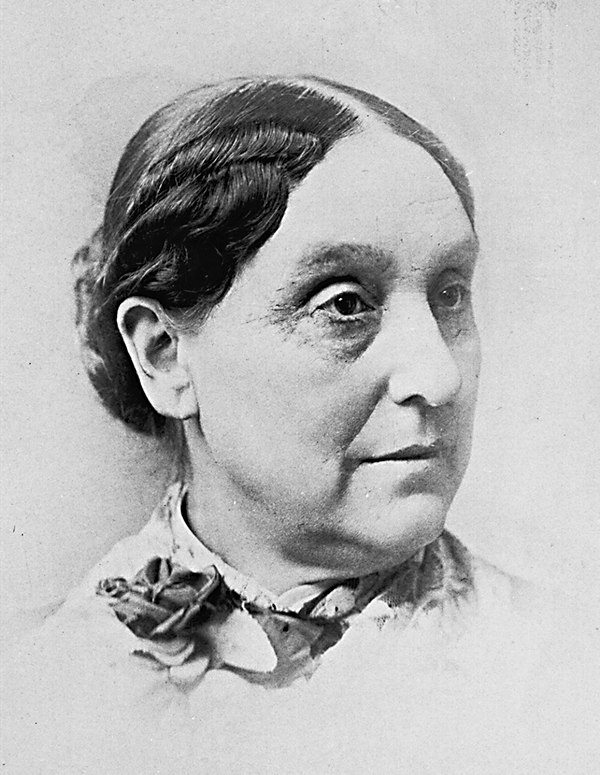
Portrait photographique de Abigail Scott Duniway.

En 1870, Victoria Woodhull fonde le Woodhull & Claflin's Weekly (en), dont le premier numéro sort des presses en mai 1870. Elle en est aussi la directrice de publication. Stephen Pearl Andrews et James Blood y publient de nombreux articles. La ligne éditoriale de Woodhull & Claflin's Weekly est la promotion du droit des femmes, de l'amour libre et l'emploi des femmes ; un roman de George Sand est publié sous forme de feuilleton. Pendant les six années de sa parution, le Woodhull & Claflin's Weekly fait également la promotion des ambitions politiques de Victoria Woodhull,.
Son journal vient rejoindre d'autres journaux et magazines féministes, tels que The Revolution (en) créé en 1868 par Susan B. Anthony et Elizabeth Cady Stanton, le Woman's Journal lancé par Lucy Stone en 1870 et The New Northwest (en) d'Abigail Scott Duniway, qui démarre en 1871.
Parallèlement, profitant de la notoriété de Victoria Woodhull en matière de bourse, le Woodhull & Claflin's Weekly publie également des informations financières concernant la bourse de Wall Street.

#### Les liens avec le communisme

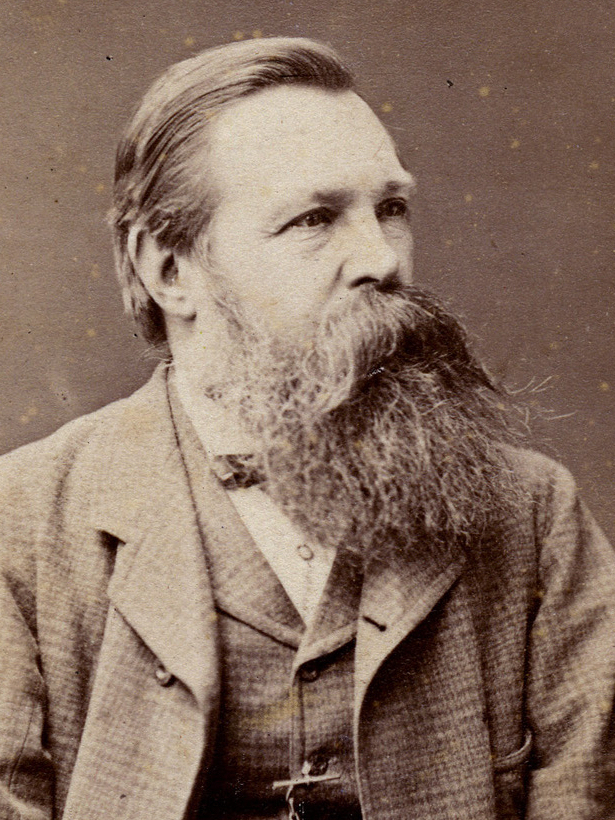
Portrait photographique de Friedrich Engels.

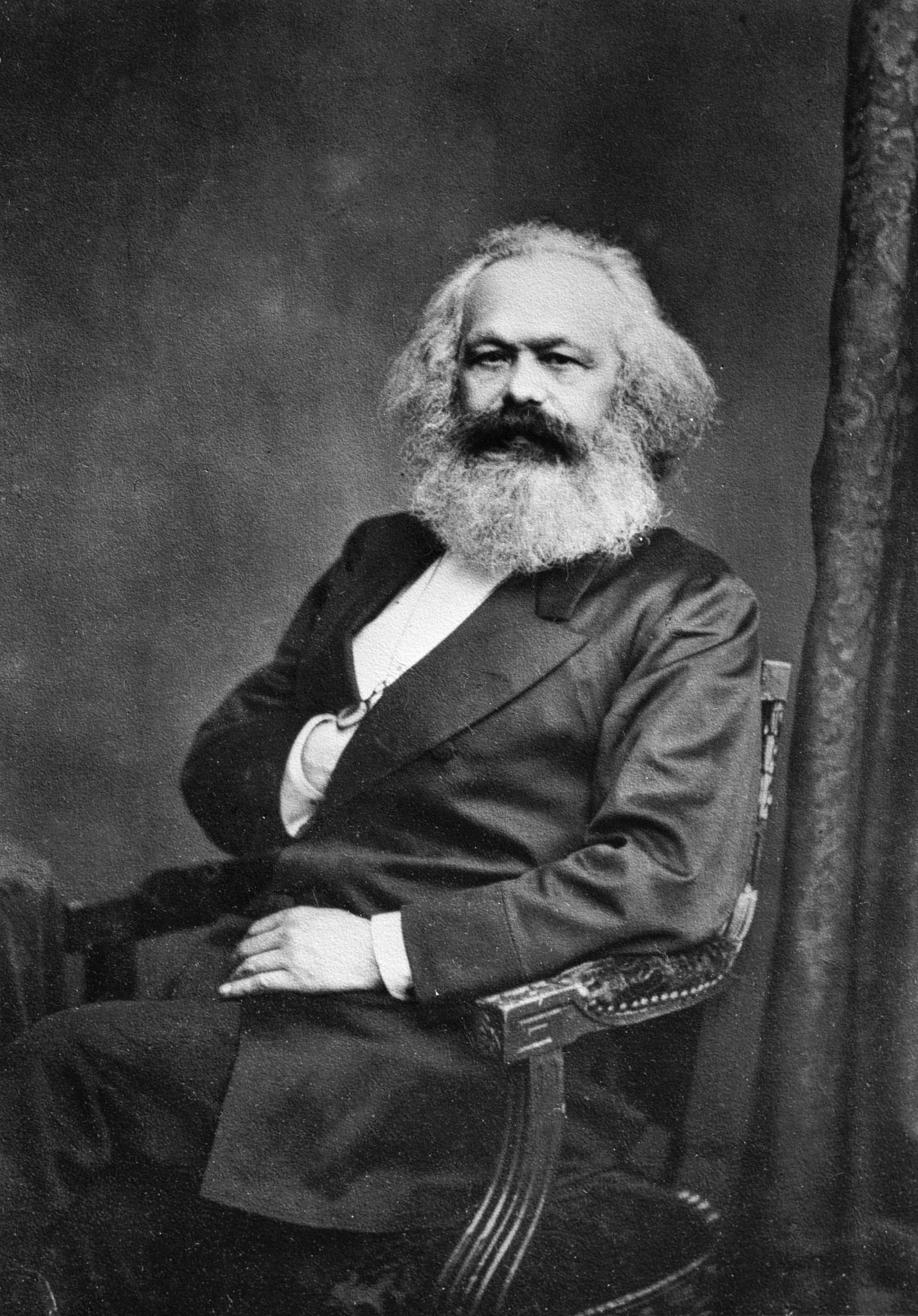
Portrait photographique de Karl Marx.

Dès les premiers numéros du Woodhull & Claflin's Weekly, Victoria Woodhull et sa soeur Tennessee ne cachent point leur sympathie envers le communisme, et deviennent des leaders de la section féminine de l'Association internationale des travailleurs. Elles y publient des articles fustigeant la corruption et dénonçant l'inégalité des richesses. Elles tentent de lier la spiritualité à la doctrine marxiste.
En 1871, Victoria Woodhull publie la première traduction américaine du Manifeste du parti communiste de Karl Marx et Friedrich Engels dans les colonnes du Woodhull & Claflin's Weekly,.
Victoria Woodhull est expulsée de la section féminine de l'Association internationale des travailleurs à cause de ses comportements « excentriques ».

#### La militante féministe

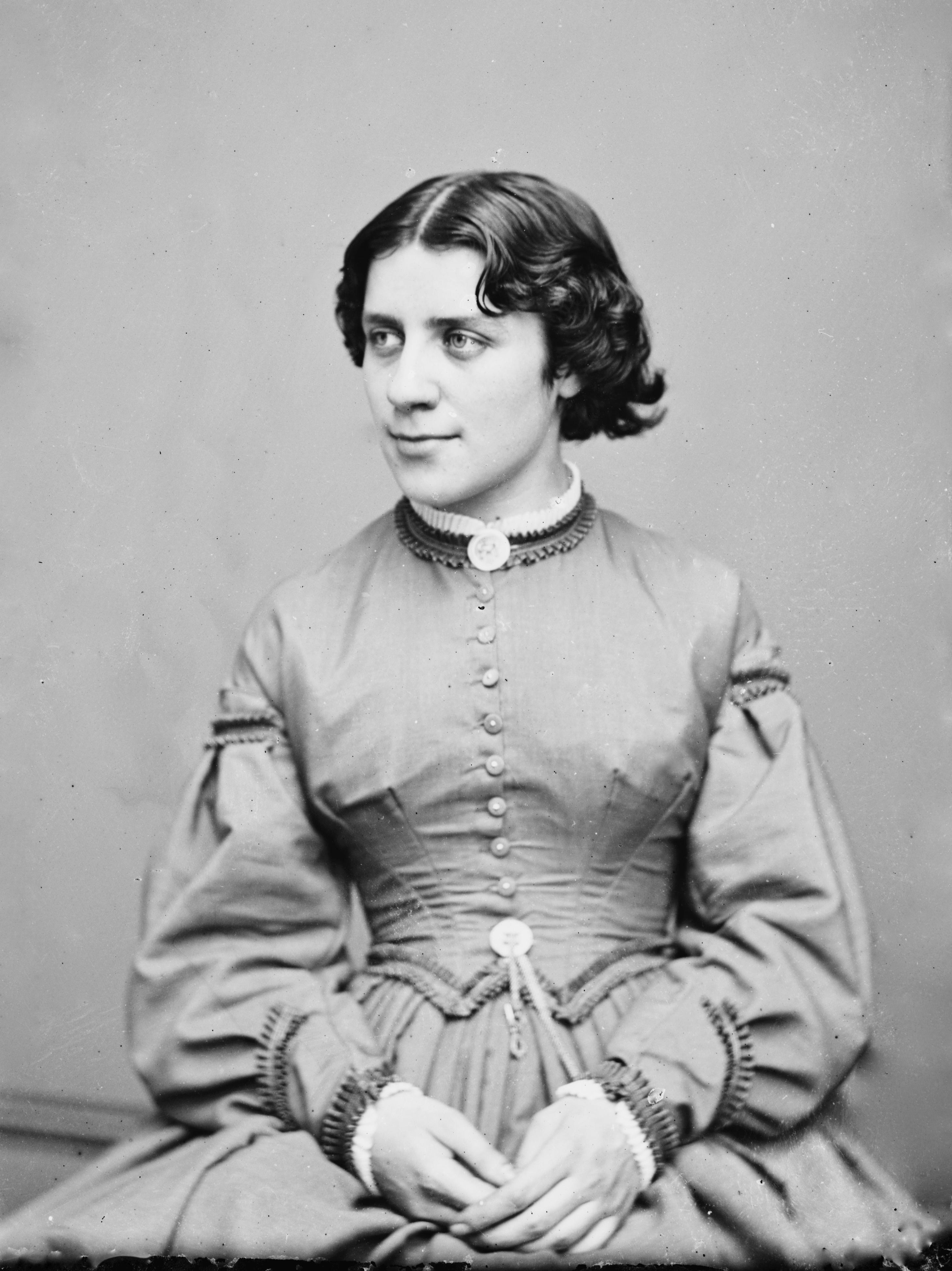
Photographie d'Anna Elizabeth Dickinson.

##### La convention de 1869

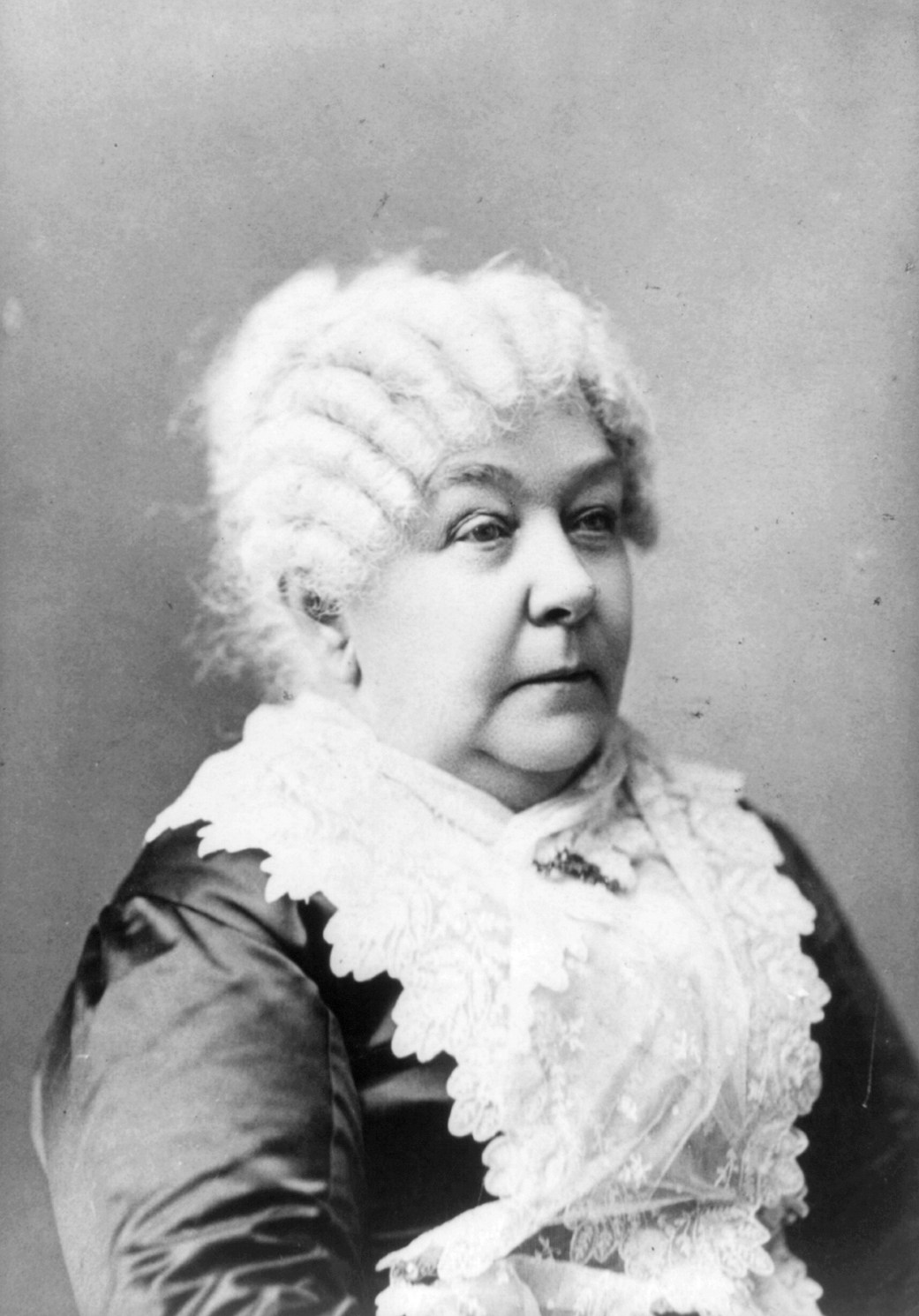
Portrait photographique d'Elizabeth Cady Stanton.

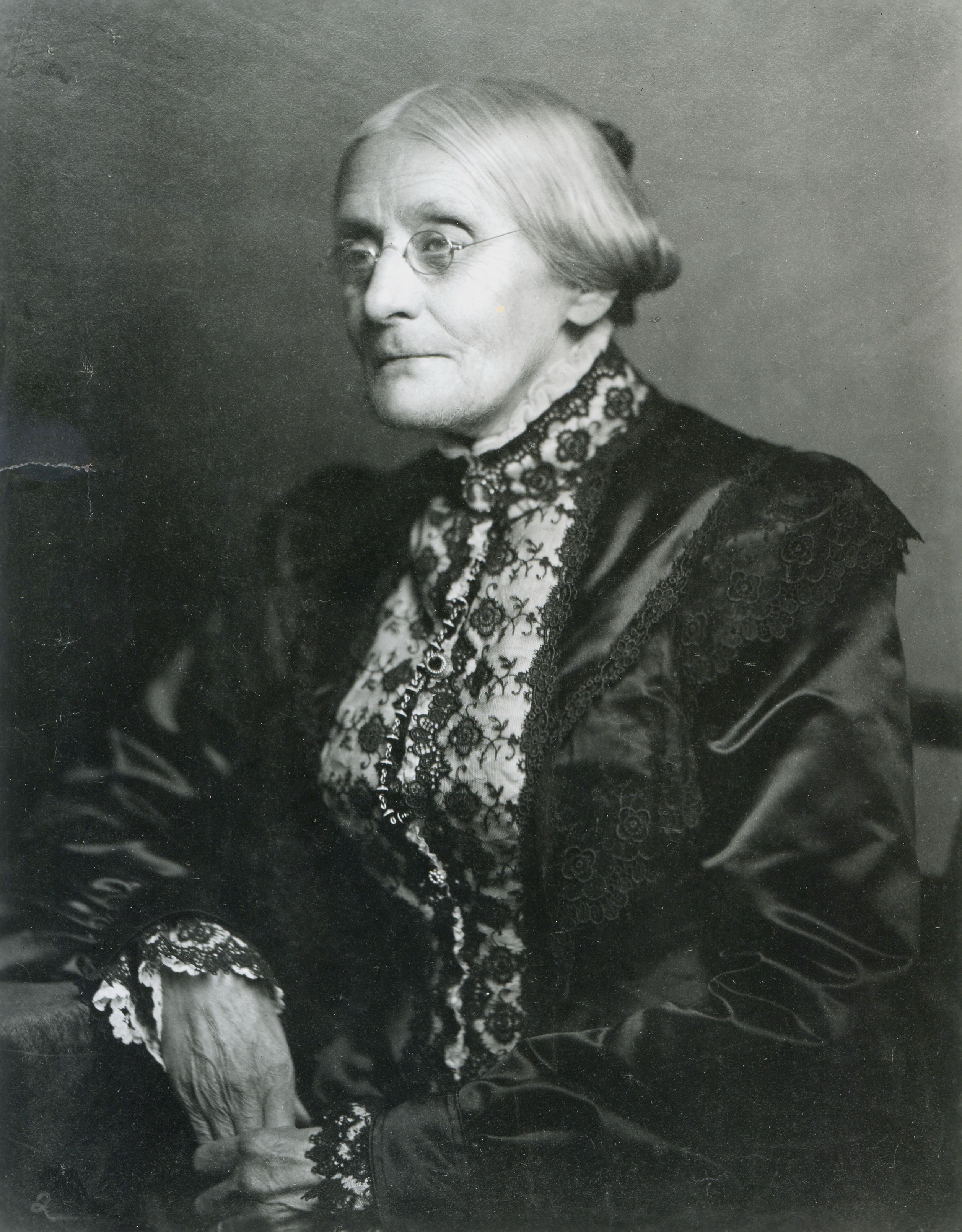
Portrait photographique de Susan B. Anthony.

Avant même sa venue à New York, Victoria Woodhull s'intéresse au mouvement naissant pour le droit de vote des femmes ; c'est pourquoi elle se rend à la National Women's Rights Convention du mois de janvier 1869 qui se tient à Washington (district de Columbia) organisée par la National Woman Suffrage Association. Elle y entend et découvre les leaders du mouvement pour le droit de vote des femmes : Elizabeth Cady Stanton, Susan B. Anthony, Lucretia Mott, Ernestine Rose, Anna Elizabeth Dickinson. Elle découvre également un des soutiens à la cause, le sénateur du Texas Samuel C. Pomeroy, qui croit foncièrement au droit de vote des femmes, que ce droit découle de la Constitution des États-Unis ; elle note également qu'Elizabeth Cady Stanton lie le droit de vote des femmes au droit de vote des Afro-Américains, garanti par le quinzième amendement de la Constitution des États-Unis. Virginia Louisa Minor affirme que dès le quatorzième amendement de la Constitution des États-Unis, ratifié en juillet 1868, le droit de vote des femmes serait légalisé, puis elle écoute la réponse de Frederick Douglass, l'ancien esclave devenu le chantre de l’abolition. La convention se clôt sur une déclaration d'Elizabeth Cady Stanton et de Susan B. Anthony, sur le fait qu'il est urgent de faire pression sur le Congrès pour qu'il procède à une modification de la Constitution en ajoutant un seizième amendement qui donnerait le droit de vote aux citoyennes américaines. Lors de cette convention, Victoria Woodhull se sent perdue autour de femmes issues de la haute bourgeoisie, bien plus cultivée qu'elle, et ressent le besoin de se perfectionner ; il demeure que ses interventions sont remarquées par la presse, notamment par le New York World, qui parle d'elle comme étant The coming woman (« La femme de l'avenir »),,.

##### La convention de 1871
L'année suivante, grâce au renom de la « Woodhull, Claffin and Co. », Victoria Woodhull est remarquée. À la fin de l'année 1870, elle se rend à Washington (district de Columbia) pour y faire du lobbying en faveur du droit de vote des femmes auprès de membres du Congrès des États-Unis, notamment de Benjamin Franklin Butler, sénateur de l'État du Massachusetts. Là où Elizabeth Cady Stanton et Susan B. Anthony ont échoué, le 11 janvier 1871, Victoria Woodhull saisit la Commission judiciaire de la Chambre des représentants des États-Unis en lui envoyant un mémorandum quant à la question du droit de vote des femmes et des décisions prises à ce sujet, droit de vote qui serait conforme aux quatorzième amendement et quinzième amendement de la Constitution des États-Unis. Même si sa plaidoirie échoue, il demeure que ses discours enflamment le mouvement des femmes pour le droit de vote et attirent l'attention de Susan B. Anthony, de Lucrecia Mott et d'Elizabeth Candy Stanton et leurs soutiens ; aussi décident-elles d'inviter Victoria Woodhull à la National Women's Rights Convention de mai 1871 qui se tient à New York pour qu'elle y prenne la parole. Elle défend, en plus du droit de vote des femmes, une reforme du droit du travail, des impôts, des établissements pénitentiaires, de la fonction publique, réformes largement inspirées de Stephen Pearl Andrews. Le discours de Victoria Woodhull suscite l'enthousiasme et la place comme figure majeure du mouvement. Lors d'une diatribe enflammée concernant la libéralisation du divorce, elle déclare : « Nous dénonçons la félonie, nous voulons l'indépendance... nous préparons la révolution »,,.

#### Une réputation précaire
Le 15 mai 1871, Roxanna Annie Hummel dépose une plainte au commissariat de police de Essex Market (en) contre son gendre, le colonel James Blood, qui aurait tenté de la tuer. Bien que l'enquête ait montré l'absence de preuves et qu'il s'agissait d'une plainte fantaisiste déposée par une femme farfelue, il demeure que cette histoire qui fait la une de plusieurs journaux nuit à la réputation de Victoria Woodhull, déjà mise à mal pour ses positions radicales. Des révélations font état du fait qu'elle n'était pas officiellement divorcée de Canning Woodhull lorsqu’elle a épousé James Blood ; pire, ses deux maris vivraient sous le même toit. Victoria Woodhull devient un objet de risée ; elle est obligée de répondre. Dans un article du New York Times en date du 22 mai 1871, elle explique que son premier époux est malade, incapable de se prendre en charge et c'est avec l'accord de son second époux qu'il vit chez elle, et qu'elle ne tient pas à devenir le bouc émissaire d'une société hypocrite,.

#### La candidate à l'élection présidentielle américaine de 1872
Le 2 avril 1870, Victoria Woodhull, fait savoir, dans une lettre ouverte publiée par le New York Herald, que l’égalité des droits civiques entre les hommes et les femmes passe entre autres par la candidature d'une femme à la charge de la présidence des États-Unis, c'est ainsi qu'elle décide de se présenter comme candidate à l'élection présidentielle américaine de 1872, dont l'enjeu sera la « question de la femme ». Victoria Woodhull légitime sa candidature par le fait qu'elle a fait sa preuve en égalant les hommes dans le monde des affaires,,,.
En même temps elle fonde le National Equal Rights Party (en), qui la nomme présidente et candidate à l'élection présidentielle. Elle sillonne les États-Unis pour y tenir des conférences, où elle fait la promotion des droits des femmes, les réformes du droit du travail, le contrôle des opérations financières, l'amour libre et les bienfaits du spiritisme,.
Alors qu'elle devient une personnalité politique renommée, Victoria Woodhull perd le soutien de Cornelius Vanderbilt. Par ailleurs, sa proximité idéologique envers le marxisme fragilise sa candidature. Elle et sa sœur Tennessee Celeste Claflin, en liant le droit de vote des femmes aux réformes sociales, aux droits des ouvriers, reprennent les idées de la Première Internationale ou Association internationale des travailleurs.
Les articles du Woodhull & Claflin's Weekly dénoncent la corruption des financiers et l'inégale répartition des richesses. Victoria Woodhull publie des articles où elle lie les libertés individuelles, la spiritualité et un communisme libre du marxisme. Positions qui ternissent sa réputation, expliquant le fait que les historiens du mouvement en faveur du droit de vote des femmes ont longtemps ignoré son nom.

#### L'isolement
De nombreuses suffragettes prennent leurs distances vis à vis de Victoria Woodhull après ses déclarations sur l'amour libre. Susan B. Anthony la trouve trop radicale, seule Elizabeth Cady Stanton continue de la soutenir. À partir de la fin de l'année 1872, elle connait la période la plus dure de sa vie ; ruinée par les frais de campagne de sa candidature à l'élection présidentielle américaine de 1872, elle est obligée de suspendre momentanément la parution du Woodhull & Claflin's Weekly , elle et ses enfants sont brièvement sans domicile fixe,.

#### L'affaire Henry Ward Beecher / Elizabeth Richards Tilton

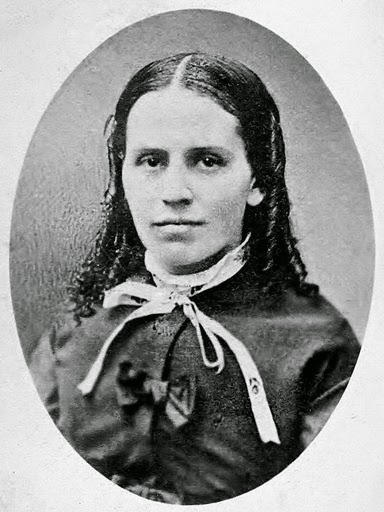
Portrait photographique d'Elizabeth RIchards Tilton prise en 1870.

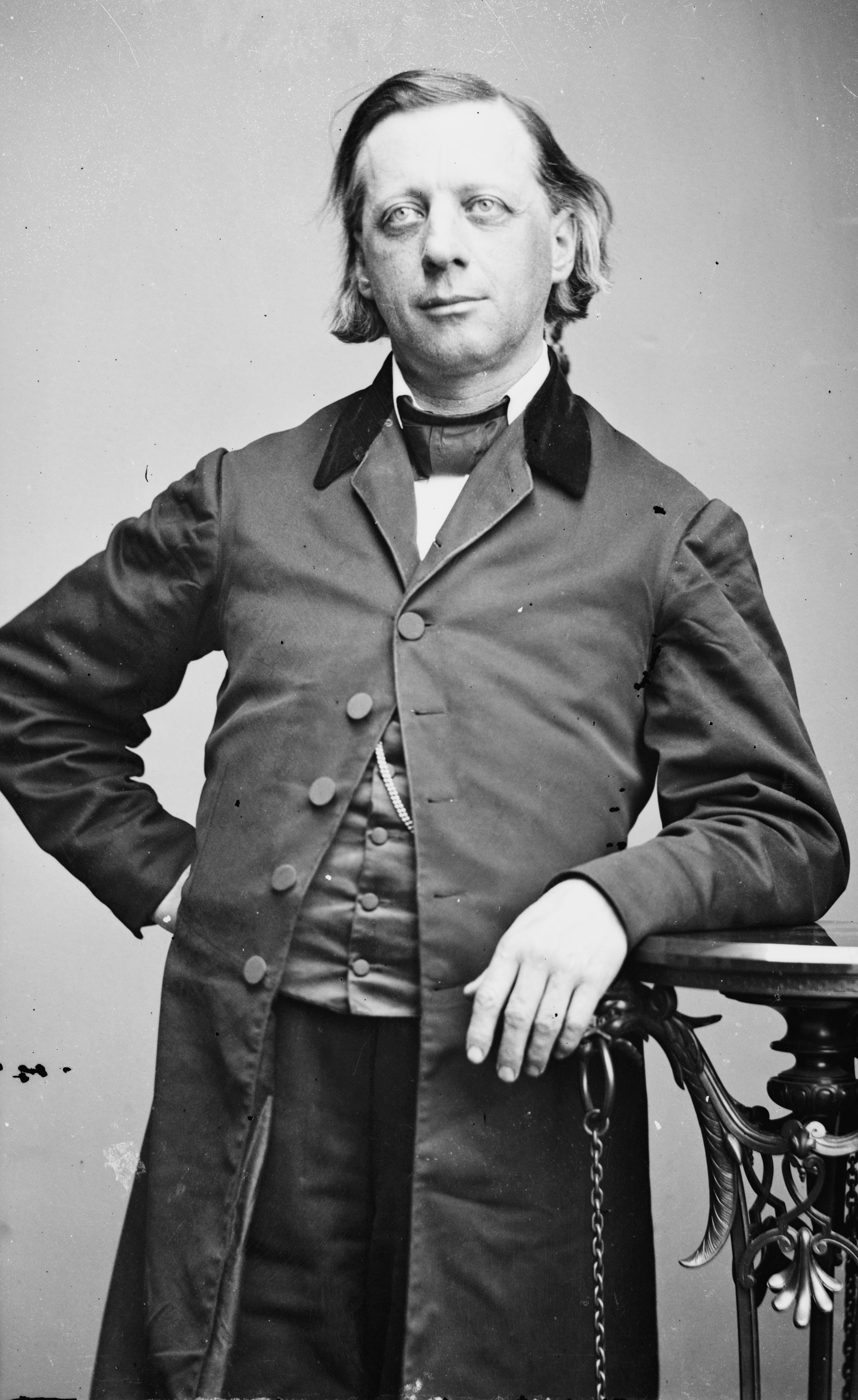
Photographie du pasteur Henry Ward Beecher.

##### Le scandale
Victoria Woodhull, après son panegérique de l'amour libre, a besoin de se refaire et d'occuper le devant de la scène. Lors d'une conférence donnée à la National Association of Spiritualists (Association nationale des spirites), Victoria Woodhull révèle une sordide affaire touchant l'une des personnalités les plus respectées par les Américains, le pasteur Henry Ward Beecher, adversaire de l'amour libre, ce dernier entretiendrait une relation adultérine avec l'une de ses paroissiennes, Elizabeth Richards Tilton (en), l'épouse de son assistant Theodore Tilton (en), relation confessée par Elizabeth Tilton à son époux le 3 juillet 1870. Mise au courant par diverses sources, Victoria Woodhull commence par écrire un article dans le The New York Times dans lequel elle affirme : « Je connais un ces hommes, un professeur célèbre qui entretient une relation extra maritale avec l'épouse d'un professeur tout aussi célèbre »,,,.
Puis Victoria Woodhull et sa sœur Tennessee Celeste Claflin dite « Tennie » publient, dans les colonnes du Woodhull & Claflin's Weekly du 2 novembre 1872, les faits à charge. Dans cet article, Victoria Woodhull dénonce l'hypocrisie du pasteur Henry Ward Beecher, si prompt à condamner l'amour libre. Ce scandale favorise les ventes du Woodhull & Claflin's Weekly, qui se vend à plus de 100 000 exemplaires, ce qui renfloue les ressources financières de Victoria Woodhull. Cela malgré le refus de son distributeur l'American News Company d’accepter son numéro dans ses stands de vente, l'article fait tellement de bruit que de nombreuses personnes viennent directement acheter le numéro auprès du siège du Woodhull & Claflin's Weekly ; le journal se vend également au marché noir jusqu'au prix de 40 $ l'exemplaire, finalement les ventes se montent à 150 000 exemplaires,,,.
Cela dit, Victoria Woodhull et sa sœur Tennessee Celeste Claflin s'attaquent à un adversaire puissant qui bénéficie du soutien de banques de par l'argent récolté par ses différentes conférences. Mais l'opinion publique est indifférente aux aventures amoureuses des hommes, tant que ces dernières ne sont pas dévoilées au grand jour.

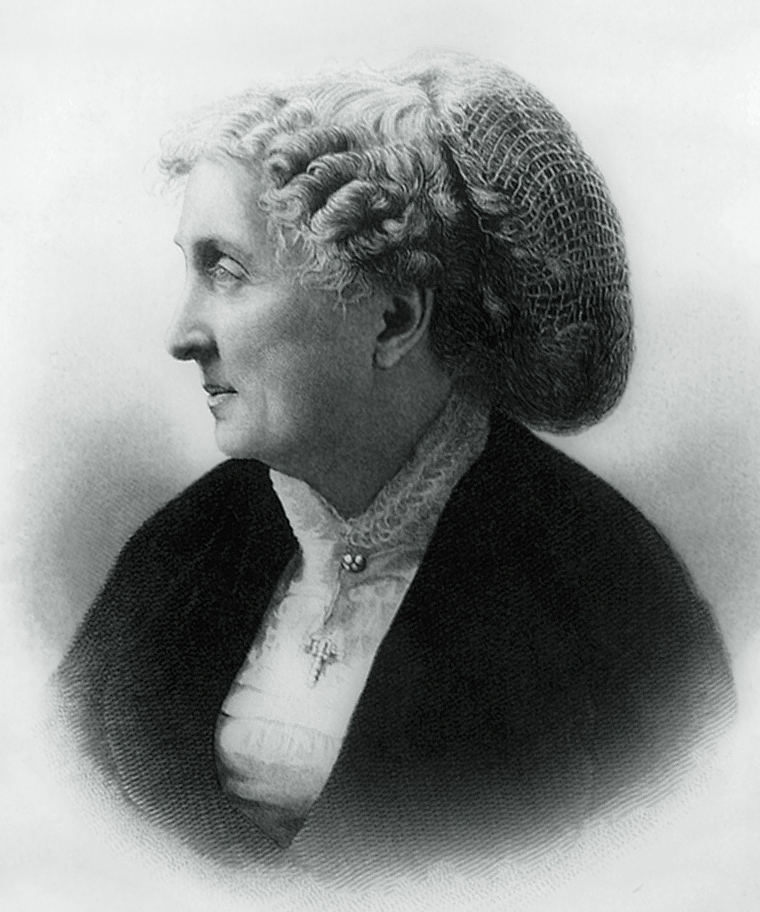
Paulina W. Davis photographiée par le studio Manchester Bros.

Les charges établissant la relation adultérine de Henry Ward Beecher sont corroborées par Elizabeth Cady Stanton et Paulina Kellogg Wright Davis,,.

##### Les réactions

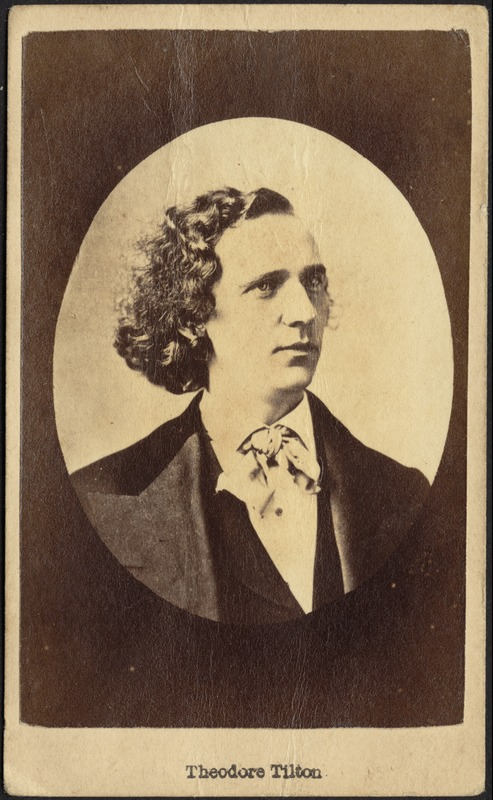
Portrait photographique de Theodore Tilton.

Henry Ward Beecher s'effondre et supplie Victoria Woodhull de le laisser tranquille et de ne pas l'associer aux partisans de l'amour libre.
De son côté, Theodore Tilton, quoiqu'il soit conscient de la relation adultérine de son épouse avec Henry Ward Beecher, il demeure qu'il a besoin de son appui, aussi met-il en veilleuse sa rage et demande à Victoria Woodhull, au nom de leur amitié, de se taire,.
Les sœurs de Henry Ward Beecher, Catharine Beecher et Harriet Beecher Stowe volent au secours de leur frère. Harriet Beecher Stowe cloue au pilori Victoria Woodhull, à travers un roman satirique, My wife and I, par l'une des protagonistes, « Miss Audacia Dangyereyes », publié dans les colonnes du Christian Union, hebdomadaire dirigé par Henry Ward Beecher. Catharine Beecher va jusqu'à menacer physiquement Victoria Woodhull. Seule au sein de la famille Beecher Isabella Beecher Hooker reste fidèle à Victoria Woodhull,.

##### Compromis
Finalement, Henry Ward Beecher et Victoria Woodhull se rencontrent et établissent un compromis par lequel Victoria Woodhull ne fera plus état de sa vie amoureuse et Henry Ward Beecher de son côté soutiendra les propositions de réformes sociales de Victoria Woodhull,.

#### Les démêlés de Victoria Woodhull et de Tennessee Celeste Claflin avec la justice

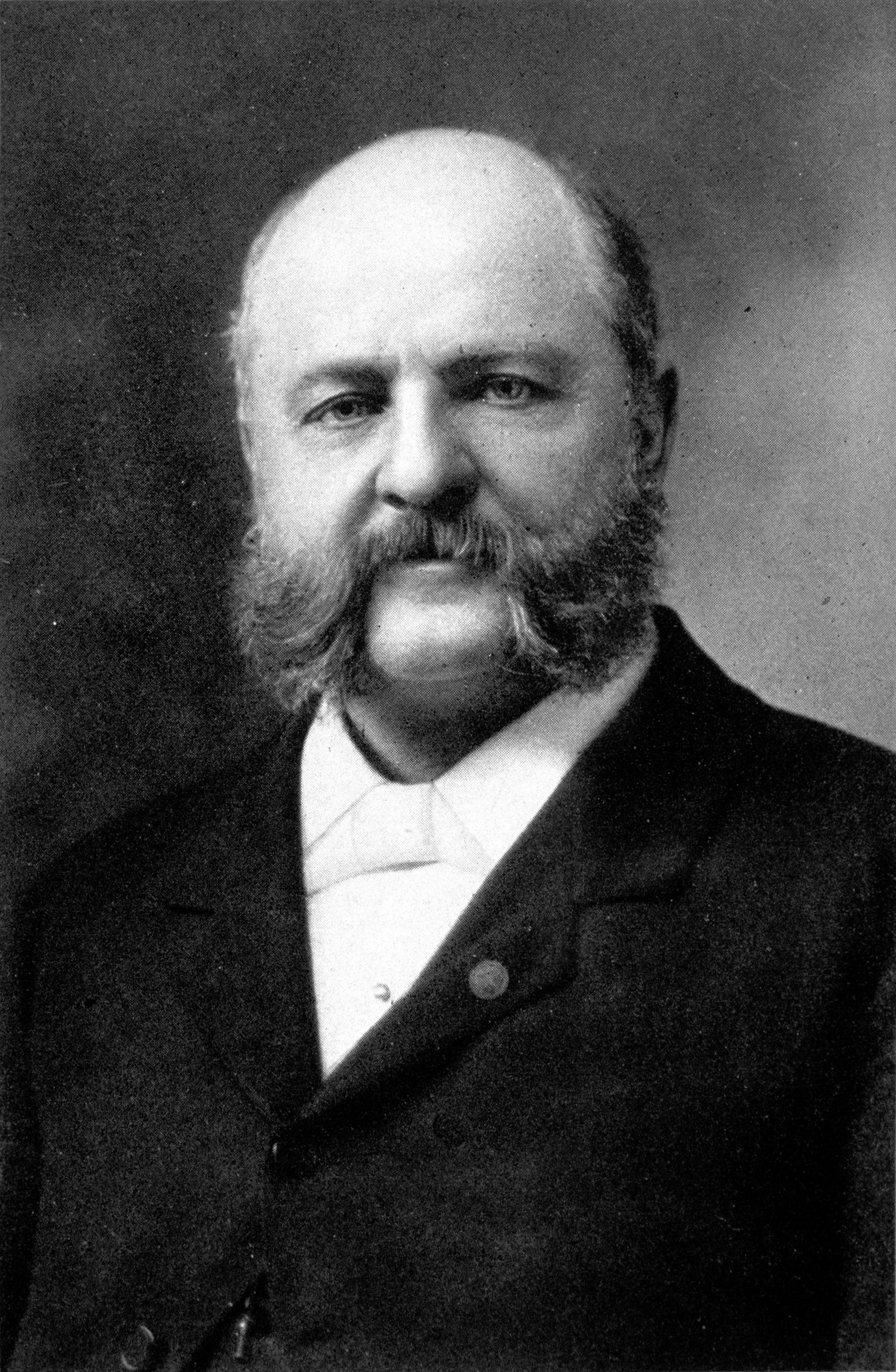
Portrait photographique d'Anthony Comstock.

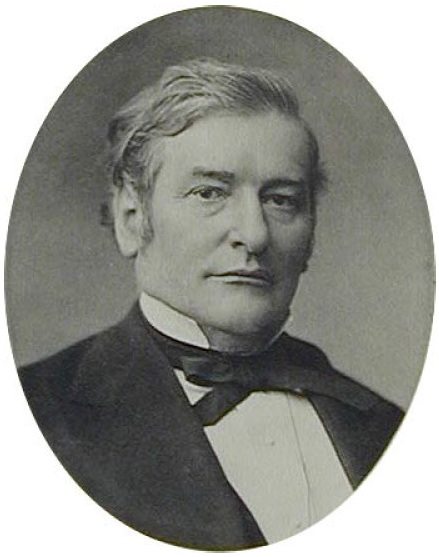
Portrait photographique du procureur Noah Davis.

##### L’arrestation
Apparaît dans la vie de Victoria Woodhull et de Tennessee Celeste Claflin Anthony Comstock. Ce dernier est connu comme un gardien et protecteur de la vertu, de la morale publique, fondateur de la New York Society for the Suppression of Vice (Société new-yorkaise pour la répression du vice) avec le soutien de la Young Men’s Christian Association. Il a pris la tête d'un lobby auprès du Congrès, qui réussit en 1872 à faire promulguer le Comstock Act, loi qui rend illégale l'utilisation du service postal des États-Unis pour expédier des articles obscènes. Quand Anthony Comstock prend connaissance des articles publiés dans les colonnes du Woodhull & Claflin's Weekly faisant l'apologie de l'amour libre et flétrissant la réputation de Henry Ward Beecher, articles distribués aux abonnés par la poste, il entame une procédure judiciaire qui aboutit à l’obtention d'un mandat fédéral pour arrêter Victoria Woodhull et Tennessee Celeste Claflin. Le 2 novembre 1872, des marshals procèdent à leur arrestation le soir même de la publication de l'article dénonçant les frasques du pasteur Henry Ward Beecher,,.

##### Accusations et libération

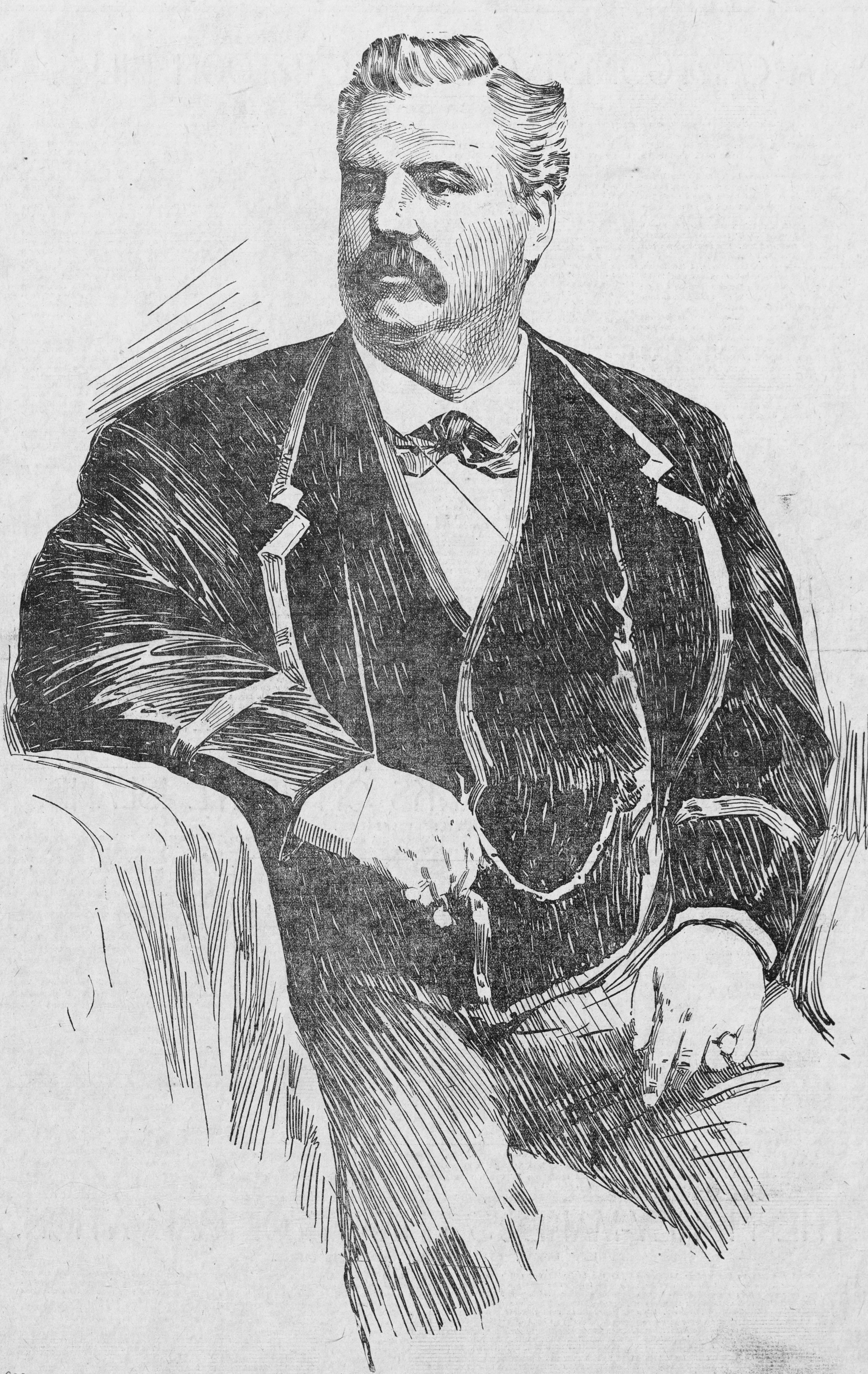
Gravure dessinée de l'avocat William F. Howe.

Une fois arrivées au bâtiment de l'United States Marshals Service, les deux sœurs font immédiatement appel à leur avocat J.D. Reymart. Les charges sont examinées par Noah Davis (en), United States Attorney for the Southern District of New York (en) (procureur des États-Unis pour le district sud de New York), un parent lointain de la famille Beecher. Ce dernier accuse les deux sœurs d'avoir diffusé des publications obscènes et d'avoir gravement porté atteinte à l'honneur, la réputation d'un homme estimé. La cour retient le motif de l'obscénité, laissant à Henry Ward Beecher l'accusation de diffamation, ce qu'il ne fera pas. Finalement seule l'accusation d'obscénité est retenue. Le juge condamne les deux sœurs à une caution de 8 000 $ chacune. L'homme d'affaires George Francis Train se propose de payer les 16 000 $, mais les deux sœurs déclinent l'offre, cela sur les conseils de leur avocat, une libération sous caution ne sert à rien, elles seraient immédiatement arrêtées pour un motif quelconque. D'autres membres de la rédaction du Woodhull & Claflin's Weekly comme Stephen Pearl Andrews et James Blood sont emprisonnés dans la Jefferson Market Prison (en), une des pires de la région. Quant aux deux sœurs, elles passent leur weekend à la Ludlow Street Jail (en) en attendant leur procès qui se tiendra le lundi 4 novembre 1872 dans une cour de district des États-Unis. Le lundi soir, elles retournent dans leur cellule, mais entre temps elles ont pu joindre un avocat célèbre en droit pénal William F. Howe (en), qui assure dorénavant leur défense. Il arrive à ce que la cour de district acquitte les deux sœurs, mais elles sont immédiatement arrêtées à nouveau par une mise en accusation prononcée par un des grand jury (en) et retournent dans leur cellule de la Ludlow Street Jail. Mais grâce à des amis révoltés par l'acharnement de la justice envers elles, qui paient leur caution, elles sont immédiatement libérées,.
Finalement, les huit charges sont annulées, conséquences du retrait d'Henry Ward Beecher, refusant de porter plainte conformément au compromis passé avec Victoria Woodhull.

##### La contre-attaque

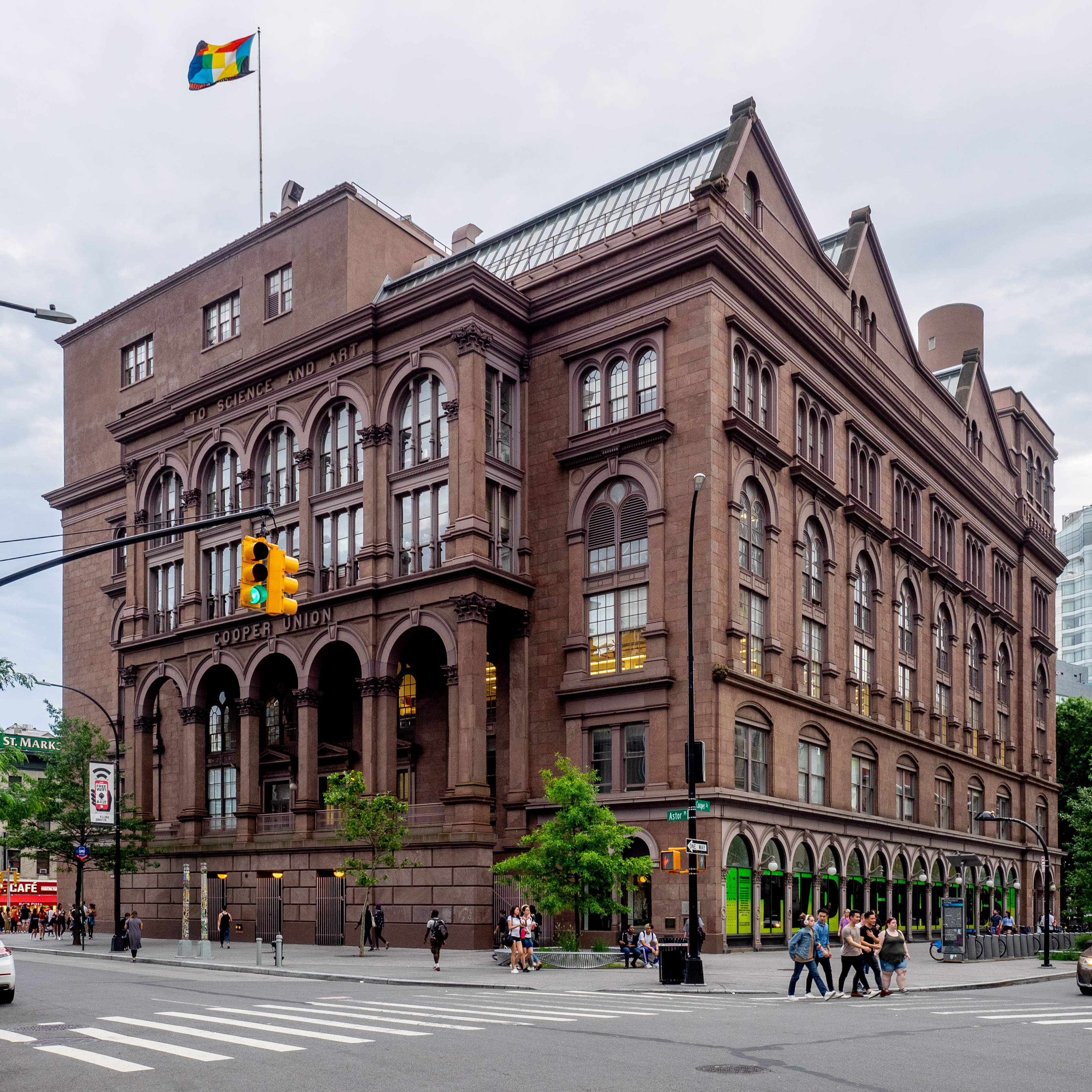
Photographie du Cooper Union.

Le 9 janvier 1873, Victoria Woodhull prévoit de donner une conférence au sein du Cooper Union intitulée The Naked Truth (« La vérité nue »), discours par lequel elle dénonce les manœuvres de Harriet Beecher Stowe et d'Anthony Comstock. Ce dernier, au courant du contenu de cette conférence, réplique en prenant une fausse identité et dépose une plainte pour diffusion de documents obscènes et obtient un mandat d'arrêt contre James Blood. Celui-ci ne pouvant payer la caution qui se monte à 5 000 $, il est arrêté, ce qui réjouit Anthony Comstock qui en rend grâce à Dieu,.

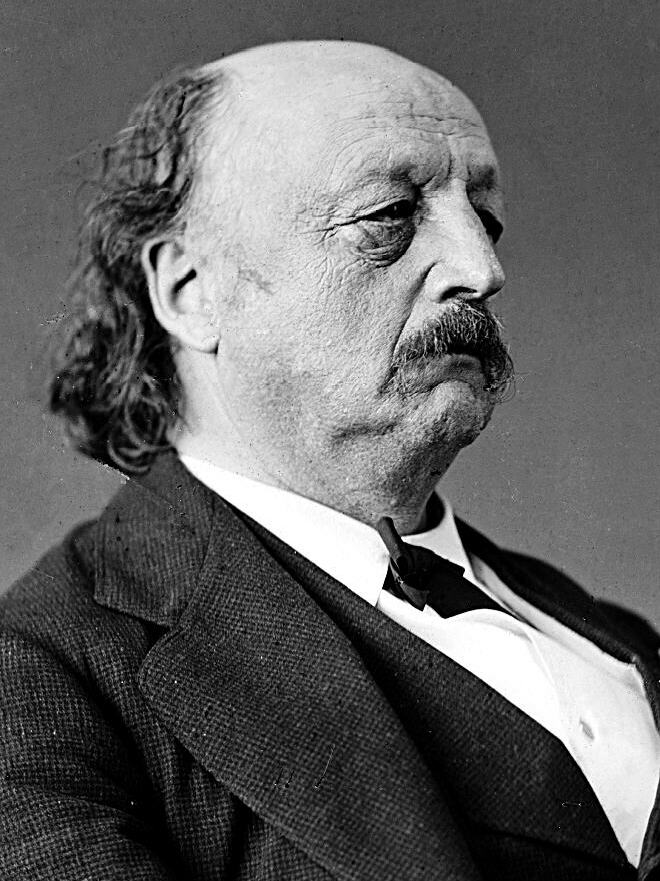
Portrait photographique de Benjamin Franklin Butler.

Il est évident pour Victoria Woodhull qu'il s'agit d'une manœuvre d'Anthony Comstock pour l'empêcher de tenir sa conférence. Déjouant la présence des marshals, elle arrive sur la scène et tient son discours ovationné par plus de 1 000 personnes : elle dénonce les manigances d'Anthony Comstock, elle compare sa situation à celle de Walt Whitman qui fut renvoyé de son poste au département de l'Intérieur des États-Unis après la publication de poèmes jugés obscènes. Elle donne une nouvelle direction pour son combat, la défense de l'amour, de la confiance, de la pudeur, contre la haine, la jalousie, la désinvolture, l'hypocrisie, les relations adultérines, la débauche sexuelle, la tromperie par la séduction et toutes les formes de dégradation morale. Quand elle sort du Cooper Union, elle est arrêtée par les marshals, qui la conduisent à la Ludlow Street Jail. Lors du procès, il est demandé à Anthony Comstock ce qu'il pense de certains passages de la Bible, les juge-t-il obscènes ? Est-ce qu'il censurerait les œuvres de Lord Byron, de William Shakespeare ou de Henry Fielding ? Anthony Comstock ne sait quoi répondre, se contredit et finalement les charges contre Victoria Woodhull et Tennessee Celeste Claflin sont abandonnées et l’opinion publique les soutient ; le général Benjamin Franklin Butler lui-même leur prend leur défense.
L'affaire prend définitivement fin le 2 juin 1873 lorsque la période d'appel prend fin, les charges contre Victoria Woodhull et Tennessee Celeste Claflin sont définitivement abandonnées,.

#### Maladie, et renonciation
Après ses polémiques autour de Henry Ward Beecher, Victoria Woodhull tombe malade, elle crache du sang, s'évanouit, son médecin lui diagnostique une faible tension artérielle, d'autres médecins viennent à son chevet, finalement son médecin traitant lui annonce que de vaisseaux pulmonaires se sont rompus. Le repos le plus strict lui est conseillé. De ce fait, elle ne voit plus personne à part sa sœur Tennie et James Blood,.
En juin 1876, Victoria Woodhull annonce qu'elle met fin au Woodhull & Claflin's Weekly et qu'elle renonce à ses causes comme celle de l'amour libre, du spiritualisme, du droit des femmes. Ses proches constatent qu'elle a perdu l'allant et la confiance en elle-même qui la caractérisait auparavant,.
Mise au courant des frasques adultérines de son époux James Blood, Victoria Woodhull entame une procédure de divorce, qui aboutit au jugement de divorce prononcé le 6 octobre 1876,.
En août 1877, Victoria Woodhull annonce qu'elle quitte les États-Unis pour rejoindre le Royaume-Uni de Grande-Bretagne et d'Irlande,,.

### Nouvelle vie
Victoria Woodhull s'embarque en 1877 accompagnée de sa sœur de ses enfants et différents membres de sa famille pour le Royaume-Uni.

#### Victoria Woodhall
L'arrivée à Londres est pour Victoria Woodhull l'occasion prendre un nouveau départ. Pour cela, elle change son nom, se fait appeler Victoria Woodhall et fait croire qu'elle menait à New York une vie rangée comme il le sied pour une aristocrate. Elle et sa famille s'installent dans une résidence sise à la Warwick Road, Earl's Court (en) dans le borough royal de Kensington et Chelsea, quartier du grand Londres.

#### Conférences sur l'éducation sexuelle
Une fois installée, Victoria Woodhull/Woodhall entame une série de conférences ayant pour thème l'éducation sexuelle. Le journal Nottingham Guardian (en) fait l'éloge de Victoria Woodhull/Woodhall, qui est capable de parler d'éducation sexuelle en employant « un langage simple et passionnant à la fois ». En février 1878, la presse britannique se montre mitigée envers ses conférences. Pourtant les journalistes reconnaissent qu’aucun homme n'oserait les thèmes qu'elle aborde, que son style oratoire plaît à son auditoire.

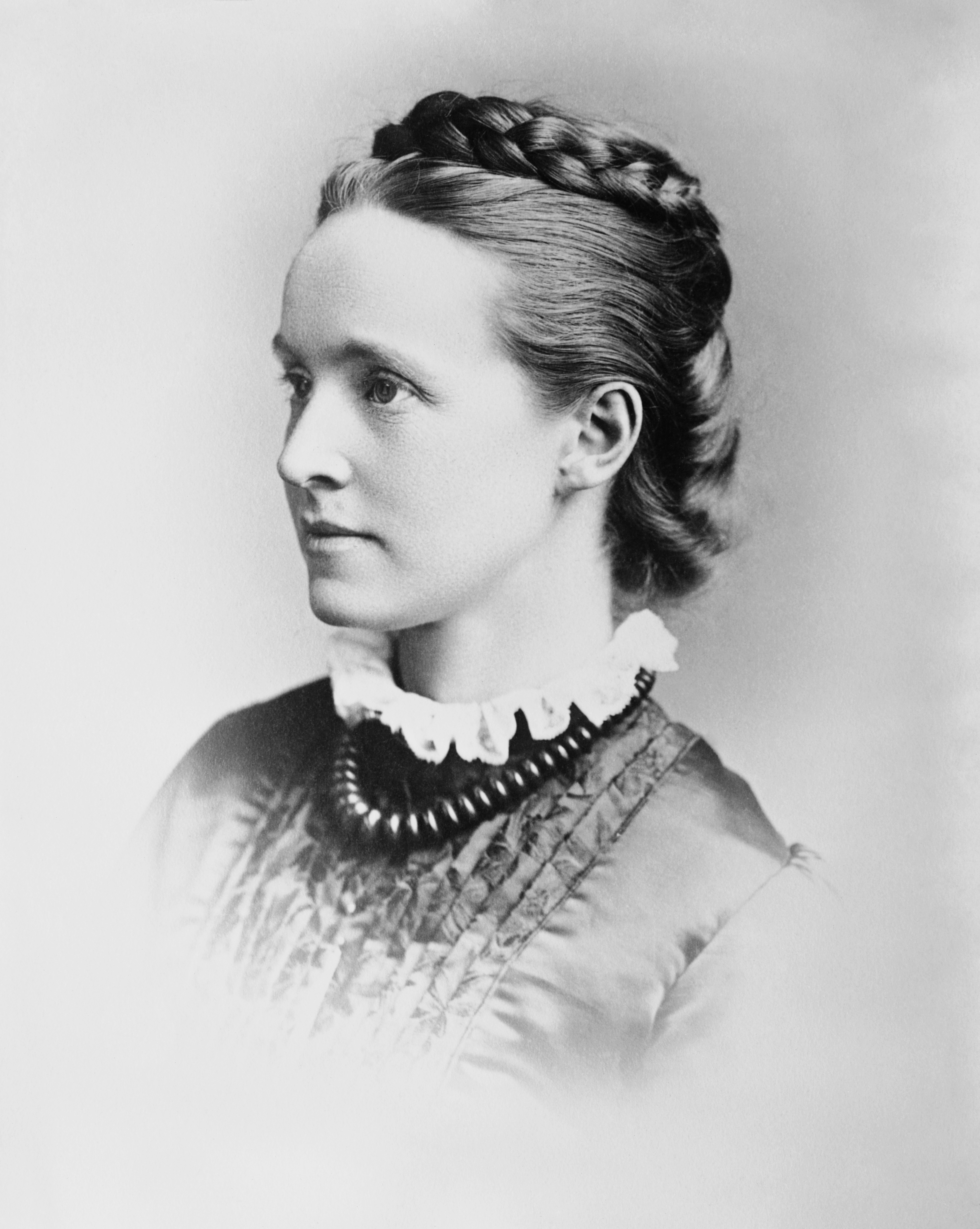
Portait photographique de Millicent Fawcett (1847-1929).

Victoria Woodhull cherche l'appui des suffragettes britanniques de Londres, en vain. Une des leaders des suffragettes, Millicent Fawcett, écrit à Susan Anthony pour obtenir des informations au sujet de Victoria Woodhull. La réponse de Susan Anthony tombe comme un couperet : « Laissez la tomber, ici elle est considérée comme une femme indécente et obscène ! », conseil que suit Millicent Fawcett. Ce rejet conforte Victoria Woodhull que la seule voie possible pour elle est celle de la respectabilité.

#### Tennessee Celeste Claflin
Tennie rencontre à Londres Francis Cook (vicomte de Monserrate) (en), qui est à la tête de la Cook, Son & Co. (en), un homme marié père de trois enfants et connu pour être un « coureur de jupons ». Il est propriétaire d'un palais à Londres, la Doughty House (en) sise à Richmond, palais réputé pour ses collections de tableaux de Van Eyck, Rembrandt et Rubens ; il est également le propriétaire d'un autre palais, le Montserrate, à Sintra, ville proche de Lisbonne. Grâce au roi du Portugal Louis Ier, il a obtenu le titre de vicomte de Montserrate. Tennie devient sa maîtresse et obtient de lui qu'il soutienne sa sœur Victoria. Puis en 1886, elle l'épouse pour devenir Lady Cook,,.

### John Biddulph Martin

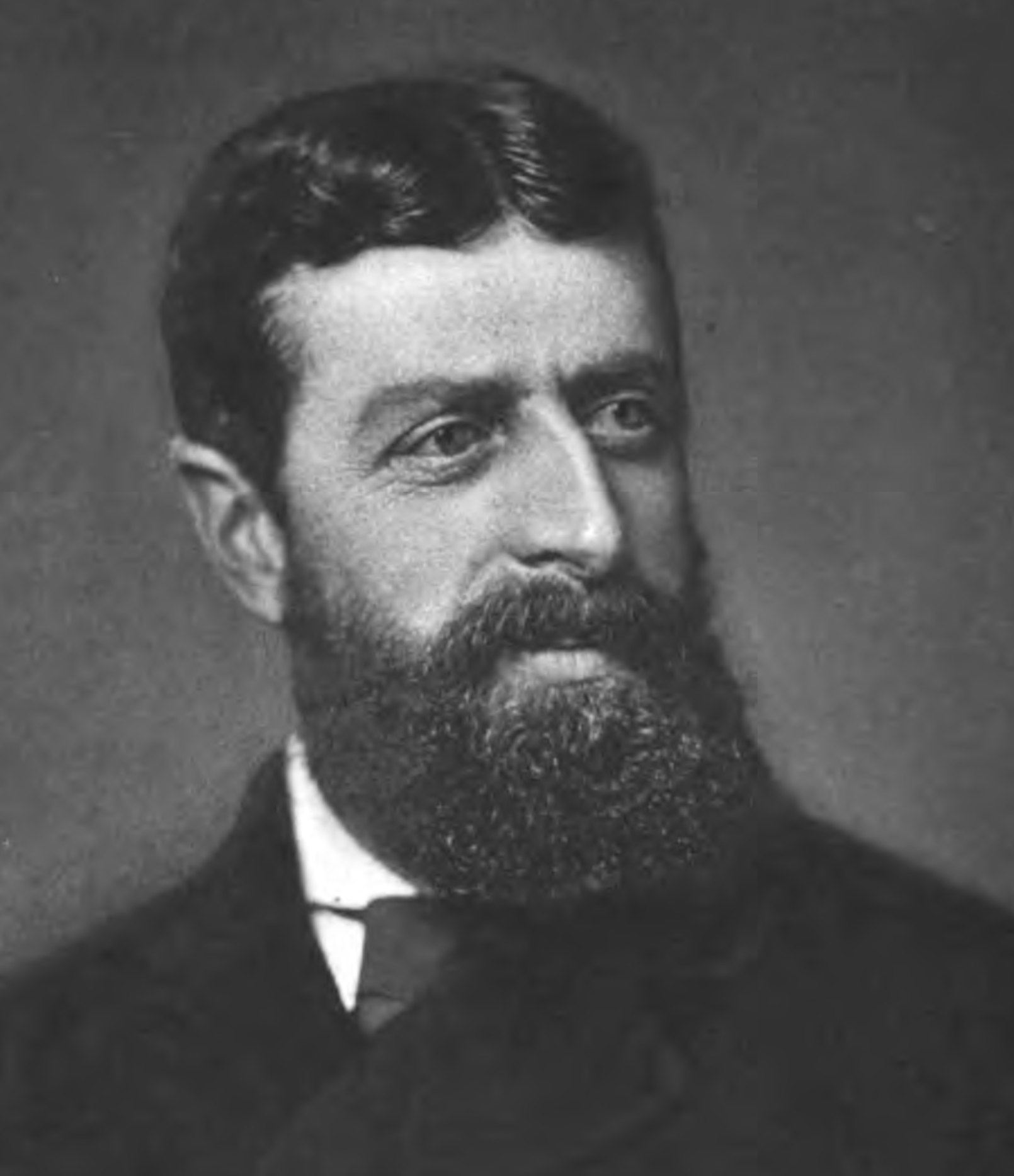
Portrait de John Biddulph Martin.

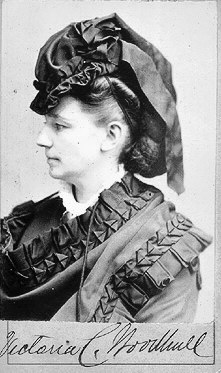
Victoria Woodhull en 1880.

Toutefois, un homme, John Biddulph Martin (en), désire en savoir plus sur Victoria Woodhull depuis qu'il a assisté à l'une de ses conférences données à Londres. Sa sensibilisation aux propos de Victoria Woodhull, il la doit à sa sœur Penelope, qui l'a initié sur la problématique du droit des femmes ; elle est morte en 1873. John Biddulph Martin est un banquier âgé de quarante ans, diplômé de l'université d'Oxford, il fait partie de la cinquième génération des Martin, qui ont fondé la Martins Bank (en), située à la Lombard Street, dans le quartier de la Cité de Londres,,.

#### Approches
En septembre 1878, John Biddulph Martin parvient à obtenir un entretien avec Victoria Woodhull, puis le 24 novembre 1878 avec Zula Maude Woodhull, sans avoir pu parler à Victoria Woodhull. Régulièrement, il se rend à la résidence de Warwick Road. Enfin le 14 février 1880, jour de la Saint-Valentin, il dîne avec Victoria Woodhull. Depuis cette journée, il se rencontrent fréquemment, passent des week-ends entiers ensemble.
Le 2 décembre 1880, John Biddulph Martin présente Victoria Woodhull à sa famille en leur résidence l'Overbury Court (en) sise à Overbury, dans le comté du Worcestershire. Lors de cette visite, il est décidé de fixer une cérémonie de fiançailles entre John Biddulph Martin et Victoria Woodhull et de prévoir la cérémonie de mariage au plus tôt. Pour clarifier la situation face aux réticences de la famille Martin et de leurs familiers, Victoria Woodhull désavoue l'amour libre, qualifie d'ennemis Stephen Pearl Andrews et le colonel Blood et épouse les thèses du darwinisme social,.
À partir de l'année 1883, John Biddulph Martin se décide à épouser Victoria Woodhull et faire « son bonheur ».

#### Mariage
Le 31 octobre 1883 est célébré le mariage entre John Biddulph Martin et Victoria Woodhull dans une chapelle presbytérienne, devant une assistance composée des seuls proches,.

### Hyde Park Gate
En février 1884, le couple s'installe au 17 Hyde Park Gate, à proximité du palais de Kensington.

#### Deuils
Victoria Woodhull Martin et sa sœur Tennie perdent leurs parents ; leur père meurt le 18 novembre 1885 au 17, Hyde Park Gate puis leur mère décède le 11 juin 1889 à la Doughty House. Ils sont enterrés au cimetière de Highgate.

#### L'élection présidentielle américaine de 1892
Profitant d'un voyage aux États-Unis, Victoria Woodhull Martin annonce sa candidature à l'occasion de l'élection présidentielle américaine de 1892. Pour soutenir sa candidature, elle lance le Monthly Magazine of Sociology. Elle croit pouvoir réunir ses partisans, mais lorsqu'elle donne une conférence à New York, son allant a disparu, conférence qui tombe dans l'indifférence de la presse. Aussi retourne-t-elle au 17, Hyde Park Gate.

#### Lancement de la revueThe Humanitarian
Avec l'aide de sa fille Zula Maude Woodhull, elle crée la revue The Humanitarian, qui paraît de 1892 à 1901, dont la ligne éditoriale est le soutien aux théories du darwinisme social et celles de l'eugénisme.

### Deuil et héritage

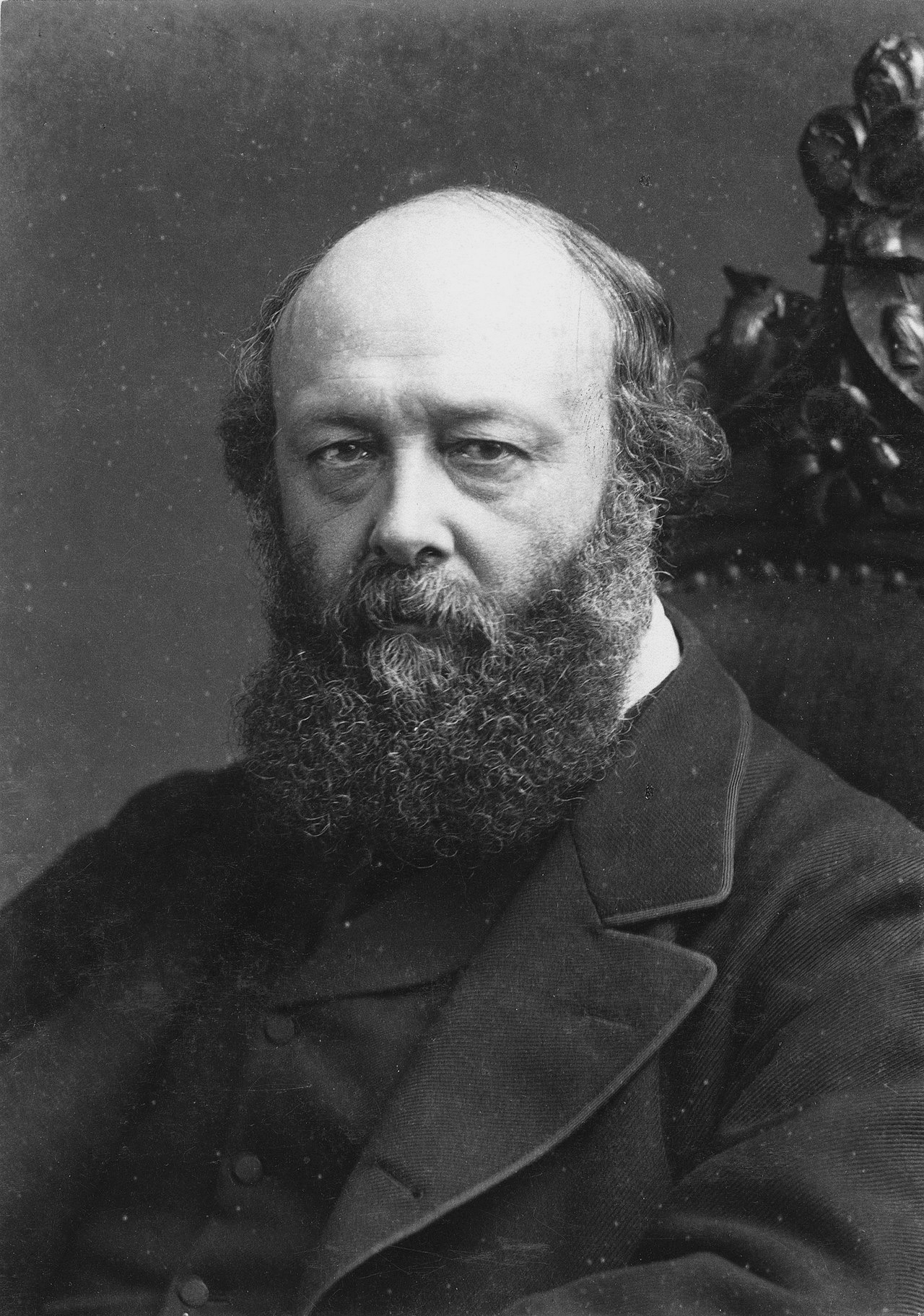
Portrait photographique de Lord Salisbury.

En 1896, John Biddulph Martin tombe malade et doit rester alité. Les médecins diagnostiquent une pneumopathie qui a dégénéré en pleurésie puis en pneumonie ; ils lui conseillent de quitter Londres pendant l'hiver 1896-1897. C'est ainsi que le 13 janvier 1897, il s'embarque à bord du Lusitania pour se rendre aux îles Canaries ; fatiguée, Victoria Woodhull Martin ne l'a pas suivi. Son séjour se passe mal, John Biddulph Martin meurt le 20 mars 1897. Son corps est rapatrié à Londres où, conformément à ses dernières volontés, sa dépouille est incinérée et ses cendres sont dispersées dans la mer.
Grâce au testament de son époux décédé, Victoria Woodhull Martin touche la somme de 171 778 £, somme qui lui permet de continuer à financer la revue The Humanitarian.

### La mondaine
Son statut social fait d'elle une célébrité de la société mondaine, Victoria Woodhull Martin et sa fille sont présentes lors de réceptions auxquelles assistent la duchesse de Westminster, Lord Salisbury et d'autres personnalités. Elles sont également vues à des garden-party données à la Stanford House. Elles sont régulièrement vues déambulant dans les couloirs de la Chambre des lords. Elle est reçue régulièrement par le roi Édouard VII, avec qui elle prend le thé,.

### La femme de la modernité

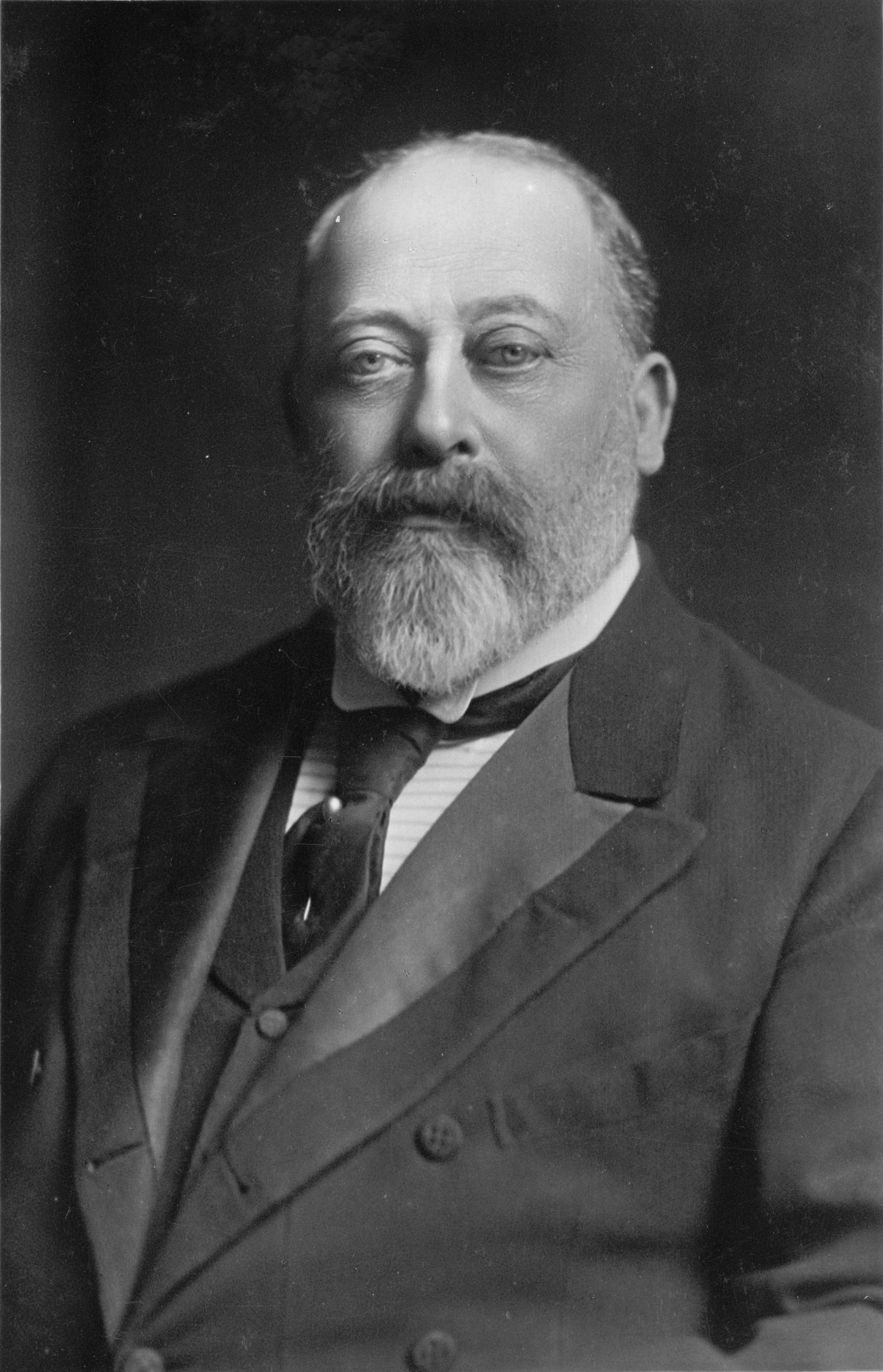
Portrait du roi Edouard VII.

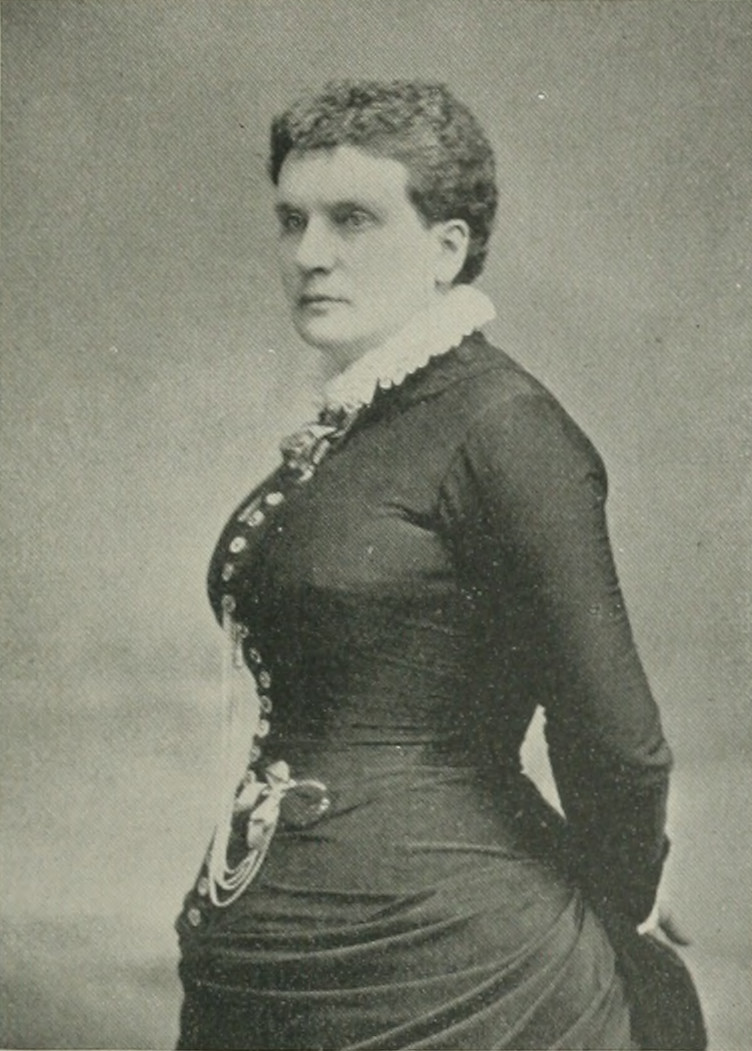
Photographie de Marilla Ricker.

Victoria Woodhull Martin apprend la dactylographie, achète une automobile, elle aime conduire vite et donne les premières leçons de conduite au roi Édouard VII. Quand son voisin Leslie Stephen, le père de Virginia Woolf, lui écrit que conduire une automobile est inconvenant pour une femme, Victoria Woodhull Martin lui répond poliment mais fermement qu'il n'est pas question pour elle de lui céder le volant,.
En 1905, la juriste Marilla Ricker (en) lui écrit : « Vous avez ouvert la voie pour que les femmes décident par elles-mêmes de ce qu'elles doivent faire ».

### La perte de sa sœur
Tennessee meurt le 18 janvier 1923, à Londres, sans avoir fait de testament. Cela dit, son époux Martin Cook l'a laissée faire des donations de son vivant à différents membres de sa famille. Elle est inhumée au cimetière de West Norwood,.

### Bredon's Norton
Régulièrement, Victoria Woodhull Martin se retire à Bredon's Norton, dans le comté du Worcestershire, où la famille de son défunt époux possède plusieurs cottages et un manoir depuis des générations. Devenue la propriétaire, elle renomme les cottages l'un « Homer » et l'autre « Ohio ». Elle porte un grand intérêt à ces lieux du fait de la présence antique de la reine Boadicée, qui a dirigé la résistance armée contre la présence romaine dans les années 60 du Ier siècle de notre ère et a consulté les devinresses avant d'engager des batailles.

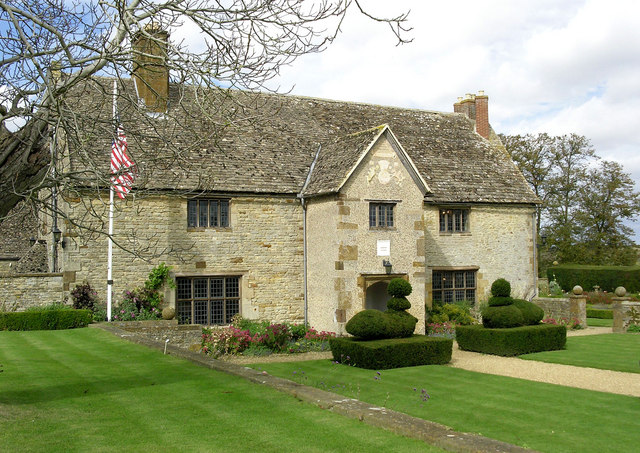
Photographie du manoir de Sulgrave.

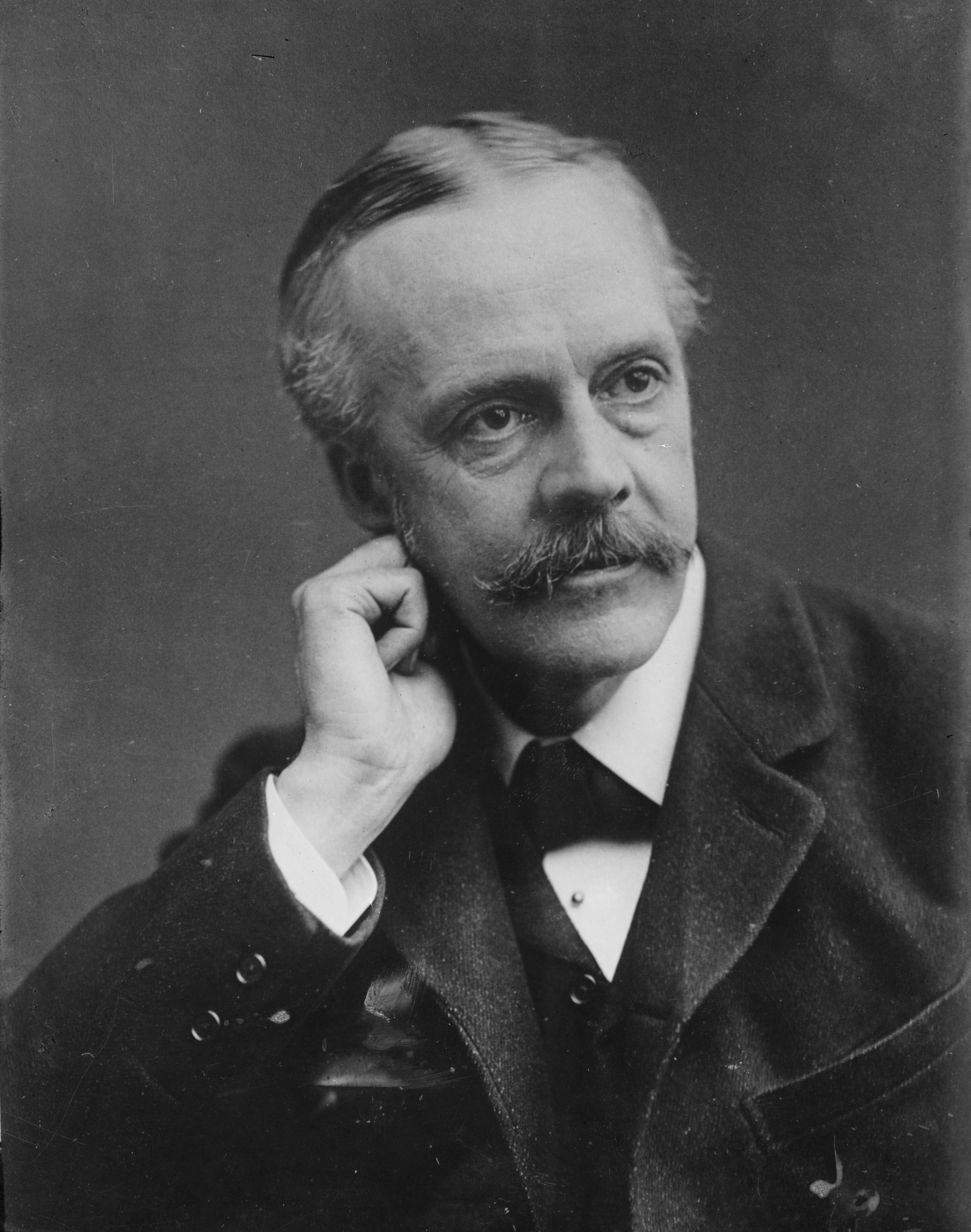
Portrait photographique d'Arthur Balfour.

Le manoir de Bredon's Norton devient le siège du Ladie's Automobile Club, de la London Peace Society et de la Women's Aerial League britannique. Victoria Woodhull Martin garde toujours son esprit de pionnière en offrant par exemple une somme de 5 000 $ au premier homme ou à la première femme qui effectuera une traversée de l'Atlantique par avion.

#### La bienfaitrice
En dehors des dons pour la restauration de l'église et de ses orgues de Bredon's Norton, la donation la plus remarquable de Victoria Woodhull Martin est le versement d'une somme de 1 000 £ pour participer aux frais de restauration du manoir de Sulgrave, maison des ancêtres de George Washington. Cette participation attire de nombreuses personnes, qui viennent rendre visite à Victoria Woodhull Martin, comme le Premier ministre Arthur Balfour ou Nicholas Murray Butler, président de l'université Columbia.

#### Première Guerre mondiale
Quand éclate la Première Guerre mondiale, Victoria Woodhull Martin soutient les Alliés et intervient pour que les États-Unis les rejoignent. Elle participe également au financement de la Croix-rouge et, durant toute la durée du conflit, elle fait dresser le drapeau américain au-dessus de son manoir.

#### La fin
Victoria Woodhull-Martin meurt dans son sommeil durant la nuit du 9 au 10 juin 1927 à l'âge de 88 ans, dans sa résidence de Bredon's Norton. Sa dépouille est incinérée et ses cendres répandues dans l’océan Atlantique selon ses volontés testamentaires,.

## Anthologie et compilation
- Madeleine B. Stern (dir.), Victoria Woodhull Reader, Weston, Massachusetts, M & S Press, 1974, 652 p. (ISBN 9780877300090, OCLC 1345757, lire en ligne),
- Cari M. Carpenter (dir.), Selected Writings of Victoria Woodhull : Suffrage, Free Love, and Eugenics, Lincoln, Nebraska, University of Nebraska Pres, coll. « Legacies of Nineteenth-Century American Women Writers », 2010, 394 p. (ISBN 9780803216471, OCLC 440562818, lire en ligne),

## Hommage
- En 2001, Victoria Woodhull est inscrite au musée qui honore et perpétue la mémoire des citoyennes américaines qui se sont particulièrement illustrées dans le domaine des arts, des humanités, des sciences, de la politique, des affaires ou du sport, le National Women's Hall of Fame[67].

## Allusion dans la fiction
- 2017 : dans la saison 6 de la série télévisée Scandal, Mellie Grant fait installer une affiche de Victoria Woodhull dans le Bureau ovale lorsqu'elle devient présidente des États-Unis.